# Katastrofa polskiego Tu-154 w Smoleńsku

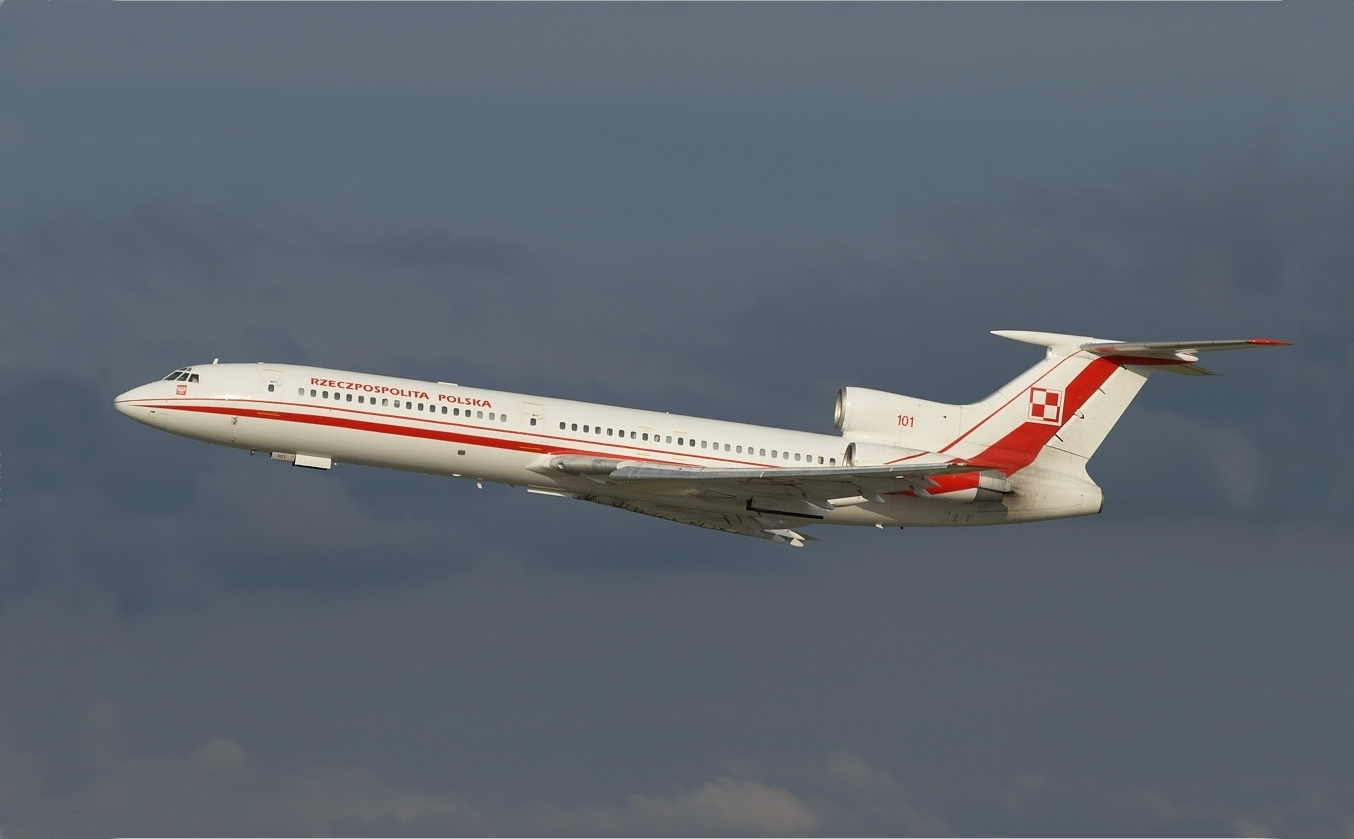
Tu-154M nr 101, który uległ katastrofie (zdjęcie z 2008 roku)

Katastrofa polskiego Tu-154 w Smoleńsku (również katastrofa smoleńska oraz tragedia smoleńska) – katastrofa lotnicza polskiego samolotu wojskowego, do której doszło w Smoleńsku w sobotę, 10 kwietnia 2010 o godz. 8:41 czasu środkowoeuropejskiego letniego (CEST) (10:41 czasu moskiewskiego letniego). Zginęło w niej 96 osób, wśród nich: prezydent RP Lech Kaczyński z małżonką Marią Kaczyńską, ostatni prezydent RP na uchodźstwie Ryszard Kaczorowski, wicemarszałkowie Sejmu i Senatu, 18 parlamentarzystów, dowódcy wszystkich rodzajów Sił Zbrojnych RP, funkcjonariusze Biura Ochrony Rządu, pracownicy Kancelarii Prezydenta, szefowie instytucji państwowych, duchowni, przedstawiciele ministerstw, organizacji kombatanckich i społecznych, oraz osoby towarzyszące, stanowiący delegację polską na uroczystości związane z obchodami 70. rocznicy zbrodni katyńskiej, a także załoga samolotu.
Była to druga pod względem liczby ofiar katastrofa w historii polskiego lotnictwa i największa pod względem liczby ofiar katastrofa w dziejach polskich Sił Powietrznych. Katastrofy nie przeżyła żadna z osób obecnych na pokładzie.
Samolot, który uległ katastrofie, należał do 36 Specjalnego Pułku Lotnictwa Transportowego i był w dyspozycji Szefa Kancelarii Prezesa Rady Ministrów.
Piloci próbowali wylądować na lotnisku Smoleńsk-Siewiernyj – byłej bazie wojskowej – w gęstej mgle, przy widzialności zmniejszonej do około 500 metrów. Samolot schodził znacznie poniżej normalnej ścieżki podejścia, aż uderzył w drzewa, co spowodowało niekontrolowaną prawie pełną półbeczkę i uderzył w ziemię, zatrzymując się na zalesionym pasie ziemi w niewielkiej odległości od pasa startowego.
Zarówno rosyjskie, jak i polskie oficjalne dochodzenia nie wykazały żadnych usterek technicznych w samolocie i doszły do wniosku, że załoga nie przeprowadziła podejścia w bezpieczny sposób w danych warunkach pogodowych. Władze polskie stwierdziły poważne braki w organizacji i szkoleniu zaangażowanej jednostki lotniczej, która została następnie rozwiązana. Kilku wysokich rangą członków polskiej armii podało się do dymisji pod naciskiem polityków i mediów.
Na przestrzeni lat katastrofa stała się szeroko poruszanym tematem polskiej debaty publicznej. Dyskutowane były m.in. przyczyny i przebieg wypadku. Równocześnie pojawiły się różne teorie spiskowe dotyczące katastrofy, promowane przez liderów Prawa i Sprawiedliwości, Jarosława Kaczyńskiego i jego zastępcę, Antoniego Macierewicza, którzy sugerowali, że katastrofa mogła być politycznym zabójstwem, a rozbicie się samolotu – skutkiem zamachu lub innego aktu terrorystycznego. Dochodzenia polskie i międzynarodowe nie znalazły dowodów potwierdzających taką tezę.

## Tupolew Tu-154M nr operacyjny 101 i lot PLF 101
Katastrofie uległ wojskowy samolot Tupolew Tu-154M Lux nr boczny 101, wyprodukowany wiosną 1990 roku w zakładach lotniczych w Kujbyszewie w ZSRR i od tego czasu trzykrotnie remontowany, należący do 36 Specjalnego Pułku Lotnictwa Transportowego (36 SPLT).

### Lot PLF 101 i załoga samolotu

Trasa lotu

10 kwietnia 2010 samolot Tu-154M odbywał lot na trasie Warszawa – Smoleńsk; według przepisów polskich przelot miał status HEAD (informacja dla służb kontroli ruchu lotniczego, że na pokładzie znajduje się jedna z najważniejszych osób w państwie); według przepisów rosyjskich miał status nieregularnego lotu międzynarodowego i lotu kategorii „A” (tzw. lot osoboważny). Załogę samolotu Tu-154M stanowili żołnierze i pracownice 36 SPLT w liczbie siedmiu osób oraz jedna funkcjonariuszka Biura Ochrony Rządu, będąca członkiem personelu pokładowego. Start z portu lotniczego Warszawa-Okęcie nastąpił o godz. 7:27 UTC+2 (9:27 UTC+4), z 27-minutowym opóźnieniem. Zgodnie z planem lotu, w którym lot nosił oznaczenie „PLF 101 – I – M”, rejs miał trwać 75 minut. Lot odbywał się na wysokości 10 tys. m, z prędkością 800 km na godzinę; o godz. 7:45 UTC+2 samolot przekroczył granicę polskiej przestrzeni powietrznej, a o godz. 8:22 UTC+2 wszedł w rosyjską przestrzeń powietrzną, przekraczając punkt nawigacyjny ASKIL. Zbliżywszy się do celu podróży, rosyjskiego lotniska wojskowego Smoleńsk-Siewiernyj, maszyna rozpoczęła manewr zniżania, po czym okrążyła lotnisko na wysokości 500 m, by podejść do lądowania od strony wschodniej kursem 259 stopni. Kilkadziesiąt minut wcześniej na lotnisku Siewiernyj miały miejsce dwa incydenty lotnicze, z udziałem polskiego samolotu Jak-40 i rosyjskiego samolotu Ił-76MD.

## Okoliczności katastrofy

### Przygotowanie lotniska i warunki pogodowe przed katastrofą

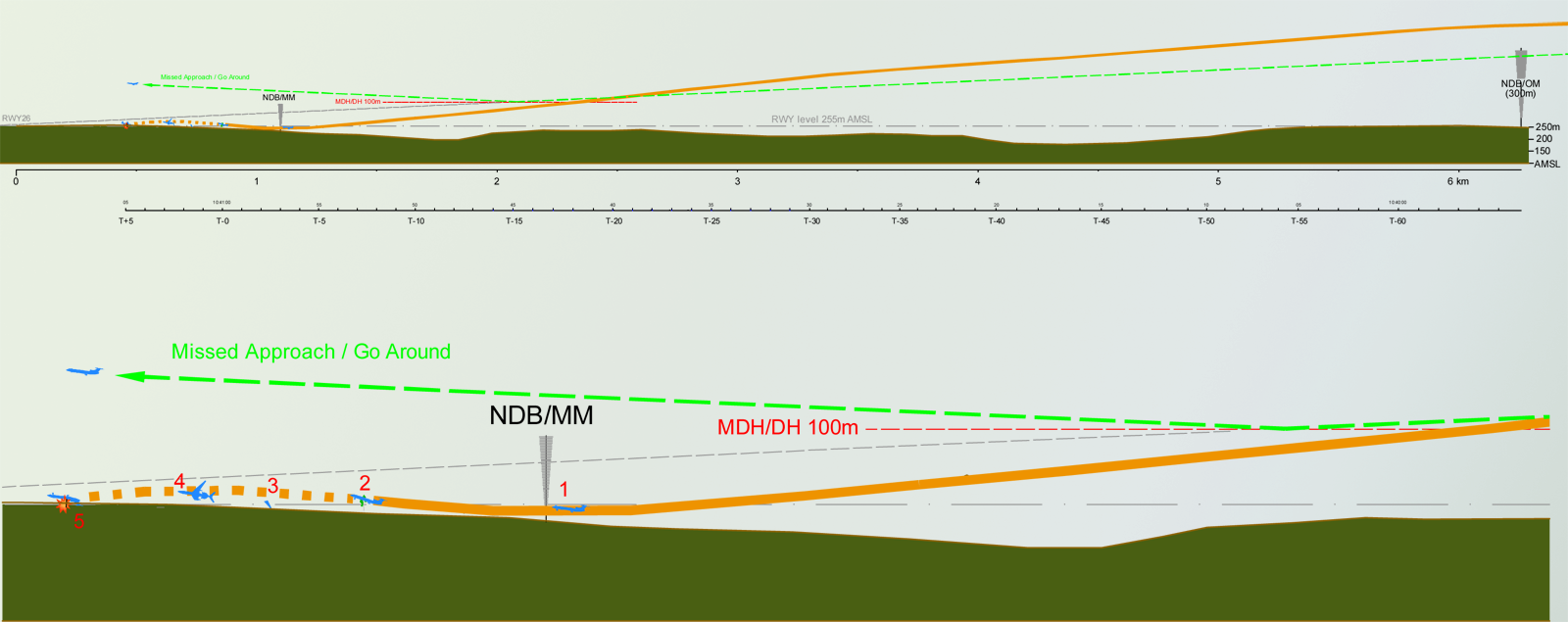
Rekonstrukcja ostatnich chwil lotu Tu-154M według raportów MAK i KBWLLP

Naprowadzaniem samolotu na lotnisku Smoleńsk-Siewiernyj kierowało czterech oficerów Sił Zbrojnych Federacji Rosyjskiej: płk gwardii Nikołaj Krasnokutski, ppłk Pawieł Plusnin (kierownik lotów), mjr Wiktor Ryżenko (kierownik strefy lądowania, obsługujący radiolokacyjny system lądowania (RSP)) i mjr W.W. Łubancew (pomocnik kierownika lotów). Płk Krasnokutski, ppłk Plusnin i mjr Ryżenko przebywali na bliższym startowym punkcie dowodzenia, a mjr Łubancew na dalszym startowym punkcie dowodzenia. Lotnisko nosiło kryptonim „Korsaż” (dosł. „gorset”); nie było na nim wieży kontroli lotów i kierowanie lotami odbywało się ze startowego punktu dowodzenia. Lotnisko Siewiernyj nie posiadało systemu precyzyjnego naprowadzania Instrument Landing System (ILS), a jedynie dwie radiolatarnie bezkierunkowe (NDB). Zgodnie z raportem Komisji Badania Wypadków Lotniczych Lotnictwa Państwowego (KBWLLP) wskazania bliższej radiolatarni były niestabilne i wahały się w zakresie ±10°. Również system świetlny lotniska nie działał w dniu katastrofy poprawnie. Światła drugiej i trzeciej grupy (700–800 m od progu pasa) nie istniały, zaś na światłach pierwszej grupy (900 m od progu pasa) z trzech żarówek świeciła się tylko jedna. Wszystkie światła były również zasłaniane przez rosnące w pobliżu drzewa i krzewy. W pobliżu drogi lądowania występowały także przeszkody lotnicze, które swą wysokością przekraczały dopuszczalne normy (niektóre nawet o 11 metrów).
Tuż przed katastrofą nad lotniskiem zalegała warstwa gęstej, szarawej mgły; wyżej niebo było bezchmurne i świeciło słońce. Widzialność z minuty na minutę się pogarszała, jednak mimo gęstej mgły lotnisko nie zostało zamknięte. Kierownik lotów, ppłk Pawieł Plusnin, będący jednocześnie zastępcą dowódcy komendantury lotniczej lotniska Siewiernyj, telefonicznie konsultował tę sprawę z dyżurnym operacyjnym Sztabu Kierowania Lotnictwem Wojskowo-Transportowym Sił Powietrznych Federacji Rosyjskiej w Moskwie; konsultacje telefoniczne z dowództwem w Twerze oraz dowództwem wojsk lotniczych w Moskwie prowadził również płk gwardii Nikołaj Krasnokutski, do października 2009 roku dowódca 103 Gwardyjskiego Krasnosielskiego Pułku Lotnictwa Transportowego stacjonującego na lotnisku Siewiernyj, w chwili katastrofy zastępca dowódcy 6955 Mginskiej Bazy Lotniczej (1 kategorii) w bazie lotniczej Twer-Migałowo, w późniejszym okresie komendant 610 Centrum Szkolenia Bojowego oraz Przeszkalania Personelu Latającego Wojskowego Lotnictwa Transportowego w bazie lotniczej Iwanowo-Siewiernyj, obecny w pomieszczeniu kontroli lotów. W wyniku tych konsultacji lotniska nie zamknięto.

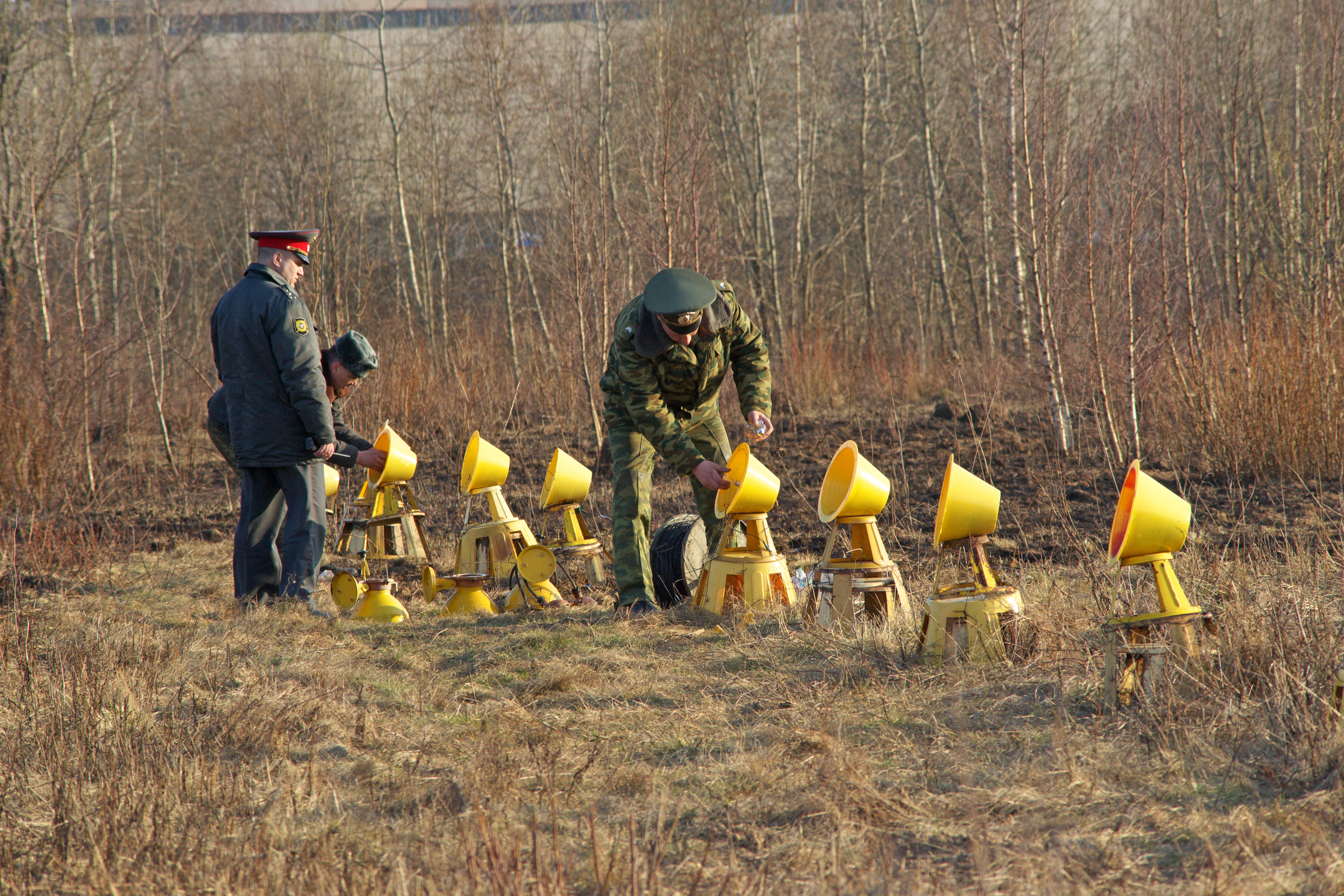
Funkcjonariusze rosyjskich służb mundurowych wymieniający żarówki w lampach świateł podejścia pasa startowego lotniska w Smoleńsku kilka godzin po katastrofie

W trakcie pracy grupy kierowania lotami ppłk Plusnin podjął decyzję o skierowaniu samolotu na lotnisko zapasowe z powodu złych warunków atmosferycznych, jednak ta decyzja ppłk. Plusnina została anulowana przez płk. Krasnokutskiego, który wydał polecenie by sprowadzić samolot do wysokości decyzji pilota –100 m, zezwalając tym samym załodze na próbne podejście do lądowania. Około godz. 10:30 czasu moskiewskiego (godz. 8:30 czasu polskiego) kierownik lotów rozmawiał o sytuacji pogodowej na lotnisku z Gieorgijem Połtawczenką, pełnomocnym przedstawicielem prezydenta Rosji w Centralnym Okręgu Federalnym i członkiem Rady Bezpieczeństwa Federacji Rosyjskiej, oraz z Siergiejem Antufjewem, gubernatorem obwodu smoleńskiego; oczekiwali oni na lotnisku na przylot polskiej delegacji.
Na cztery minuty przed katastrofą widzialność z ziemi była oceniana na 200 m. 19 lipca 2010 podano, że o godz. 8:41 czasu polskiego warunki pogodowe na lotnisku były następujące: wiatr przy gruncie 110–130 stopni, prędkość wiatru 2 m/s, widzialność 300–500 m, mgła, zachmurzenie 10 stopni warstwowe, podstawa chmur 40–50 m, temperatura plus 1–2 stopnie Celsjusza. W tych warunkach pogodowych lądowanie na lotnisku w Smoleńsku byłoby niezgodne z przepisami, jednak kontroler lotniska wyraził zgodę na wykonanie próby podejścia do lądowania, po decyzji załogi, by się mogła przekonać, jakie są warunki.

### Przebieg katastrofy
Załoga wykonywała próbne podejście do lądowania do tzw. wysokości podjęcia decyzji. Zezwalając załodze na wykonanie trzeciego zakrętu kręgu nadlotniskowego, kontroler poinformował, aby na wysokości decyzji być gotowym do odejścia na drugi krąg. Według oficjalnych źródeł rosyjskich podana przez kontrolera wysokość decyzji wynosiła 100 m, według zeznań części świadków, niezgodnie z procedurą, 50 m. Samolot kontynuował manewr schodzenia do wysokości decyzyjnej na autopilocie, korzystającym z danych GPS, sterującym wysokością, kursem i ciągiem. Załoga schodziła do poziomu lotniska posługując się radiowysokościomierzem, podającym odległość od ziemi w danym miejscu, zmieniającą się wraz z rzeźbą terenu. Nie korzystała z wysokościomierza barometrycznego wyskalowanego na ciśnienie atmosferyczne na poziomie lotniska i podającego wysokość względem poziomu płyty lotniska. 
Według raportów komisji badających przyczyny katastrofy, samolot w trakcie podchodzenia do lotniska na autopilocie znalazł się nad głębokim parowem położonym poniżej poziomu lotniska. Jak podała polska Komisja Badania Wypadków Lotniczych Lotnictwa Państwowego (KBWLLP), z zapisu rozmów załogi samolotu wynikało, że dowódca statku powietrznego wydał komendę odejścia na drugi krąg, co nastąpiło 8 sekund po osiągnięciu 100 m, czyli wysokości decyzji; w tym momencie samolot jednak już znajdował się na wysokości barometrycznej 39 metrów nad poziomem lotniska i 91 metrów nad poziomem terenu wg wskazań radiowysokościomierza, zniżając się z prędkością pionową 6,2 m/s. 
Według Międzypaństwowego Komitetu Lotniczego, (ros.) Межгосударственный авиационный комитет (MAK), organu Wspólnoty Niepodległych Państw badającego katastrofy lotnicze, dowódca statku powietrznego nie wydał komendy odejścia na drugi krąg. Według raportu końcowego MAK załoga samolotu podjęła decyzję o lądowaniu, natomiast według raportu końcowego KBWLLP załoga nie podjęła decyzji o lądowaniu. 17 stycznia 2011 płk Mirosław Grochowski, wiceszef polskiej rządowej komisji badającej okoliczności katastrofy pod Smoleńskiem, potwierdził oficjalnie, że przed katastrofą Tu-154 dowódca samolotu, Arkadiusz Protasiuk, wydał komendę „odchodzimy”, bowiem w grudniu 2010 roku polskim ekspertom z Centralnego Laboratorium Kryminalistycznego udało się ustalić, że stało się to w tym samym momencie, gdy w kabinie pilotów słychać pierwszy komunikat pull up, na 22 sekundy przed katastrofą. Potwierdzenie „odejścia” przez drugiego pilota, Roberta Grzywnę, nastąpiło osiem sekund później.
Międzypaństwowy Komitet Lotniczy przypisał wydarzenia zachodzące w ostatniej fazie lotu błędom załogi wywołanym przez czynniki psychologiczne, a Komisja Badania Wypadków Lotniczych Lotnictwa Państwowego „próbie odejścia na drugi krąg przy wykorzystaniu zakresu pracy ABSU – automatyczne odejście”. W trakcie podchodzenia do lądowania kierownik strefy lądowania, mjr Ryżenko, kilkakrotnie informował załogę samolotu, że maszyna znajduje się na kursie i ścieżce; według strony polskiej były to informacje błędne, gdyż w rzeczywistości położenie samolotu było poza dopuszczalną tolerancją dla radiolokacyjnego systemu lądowania (RSP). Według zeznań świadka, w chwili przelotu nad jedną z radiolatarni między jej odciągiem, a skrzydłem samolotu przeskoczyła iskra.
Załoga zwiększyła ciąg silników, by nabrać wysokości, przez pewien czas maszyna leciała nisko nad ziemią, ścinając na trasie lotu wierzchołki drzew. Pierwszy kontakt z drzewami nastąpił w odległości 1050 m od progu pasa startowego i 40–45 metrów na lewo od jego osi. Według raportu końcowego Międzypaństwowego Komitetu Lotniczego (MAK) z 12 stycznia 2011, o godz. 8:41:00 czasu polskiego, ok. 60 m na lewo od osi pasa, samolot stracił część lewego skrzydła o długości ok. 6,5 m w wyniku kolizji z brzozą o średnicy pnia 30–40 cm (tzw. brzoza smoleńska) a po następnych 5–6 sekundach zderzył się z ziemią w położeniu odwróconym; nastąpiło to, jak podano, około 350–500 m od progu pasa startowego, 150 m na lewo od jego osi. Według raportu końcowego KBWLLP zderzenie z brzozą i utrata około jednej trzeciej długości lewego skrzydła nastąpiły o godz. 8:41:02,8 UTC+2. W 2011 roku ustalenia MAK i KBWLLP na temat utraty części skrzydła przez Tu-154M w wyniku kolizji z brzozą zostały zakwestionowane przez wyniki obliczeń numerycznych przeprowadzonych na University of Akron w Stanach Zjednoczonych przez amerykańskiego uczonego polskiego pochodzenia, Wiesława Biniendę, z których wynikało, że w wyniku tej kolizji skrzydło samolotu nie mogło odpaść. W 2012 roku ustalenia MAK i KBWLLP na temat trajektorii lotu maszyny zostały potwierdzone przez obliczenia aerodynamiczne wykonane przez Pawła Artymowicza, polskiego astrofizyka pracującego na University of Toronto w Kanadzie.
12 stycznia 2011 ujawniono, że polska czarna skrzynka ATM-QAR zakończyła pracę o godz. 8:41:02,5 czasu polskiego, a o godz. 8:41:05 czasu polskiego doszło do zaniku zasilania pokładowego systemu kierowania lotem FMS („zamrożenie pamięci”), co nastąpiło na wysokości barometrycznej skorygowanej do poziomu lotniska wynoszącej ok. 15 metrów, przy prędkości podróżnej 145 węzłów (ok. 270 km/h), w punkcie o współrzędnych 54°49.483′ szerokości północnej i 32°03.161′ długości wschodniej. W trakcie badań prowadzonych przez polską Komisję Badania Wypadków Lotniczych Lotnictwa Państwowego (KBWLLP) otrzymano kompletny zapis czarnych skrzynek samolotu Tu-154M nr 101 kończący się o godz. 8:41:04 czasu polskiego i przyjęto, że po godz. 8:41:04 w czasie krótszym niż 0,5 sekundy nastąpiło zniszczenie instalacji elektrycznej systemu rejestracji parametrów lotu MSRP, co przerwało jego pracę.
Według Międzypaństwowego Komitetu Lotniczego (MAK) zderzenie samolotu z ziemią nastąpiło o godz. 8:41:06 UTC+2, a według polskiej Komisji Badania Wypadków Lotniczych Lotnictwa Państwowego (KBWLLP) o godz. 8:41:07,5 UTC+2. Ppłk Plusnin zeznał przed rosyjskimi śledczymi, że w chwili upadku samolotu usłyszał lekki wybuch i podjął kilka bezskutecznych prób wywołania maszyny. W chwili katastrofy samolot rozpadł się na tysiące fragmentów różnych rozmiarów. Tuż po katastrofie na miejscu zdarzenia nakręcono telefonem komórkowym amatorski film znany pod nazwą, między innymi, Samolot płonie; stał się on jednym z dowodów rzeczowych w śledztwie.

### Reakcje mediów po katastrofie

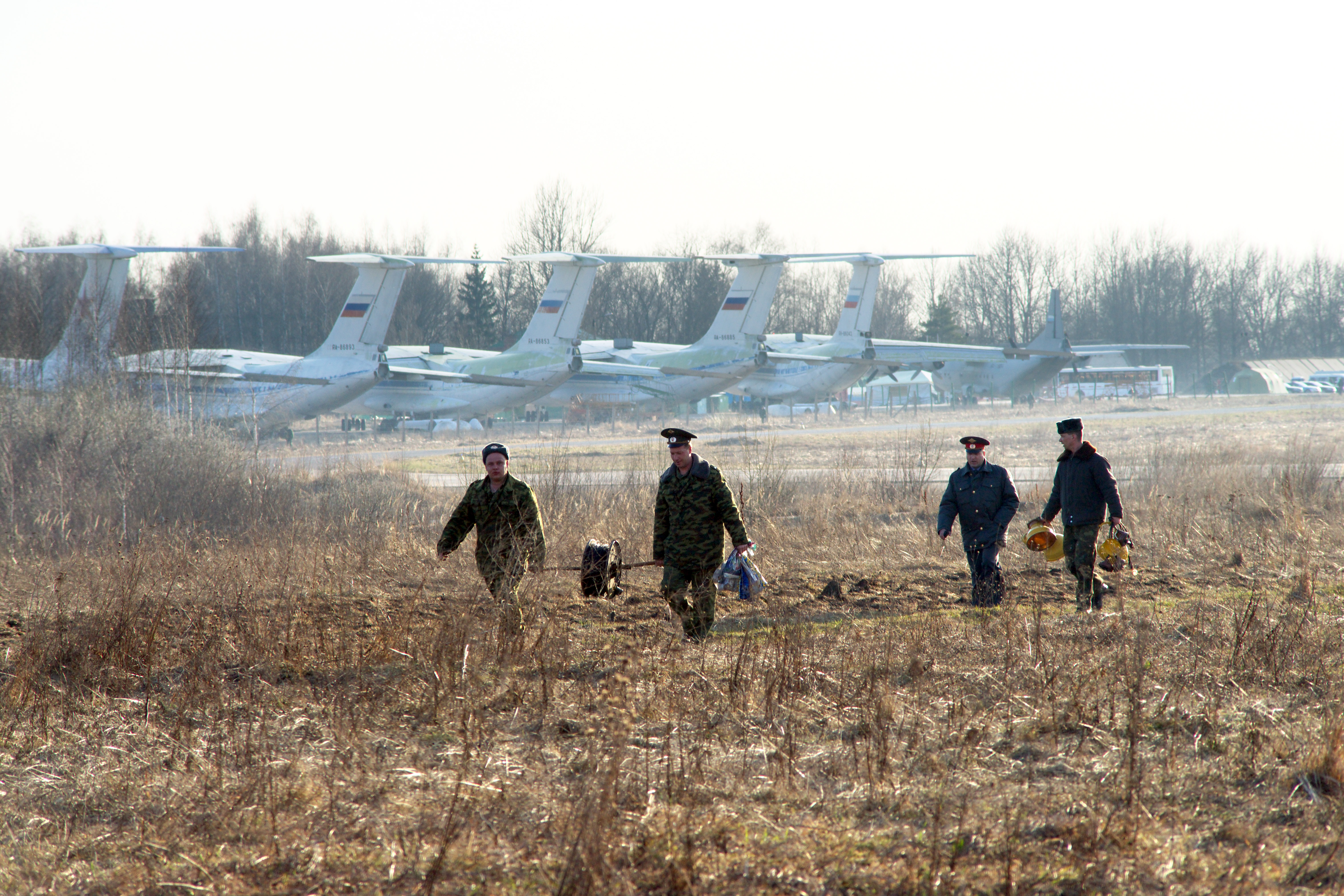
Rosyjscy wojskowi i milicjanci rozciągający kable zasilające oświetlenie pasa startowego kilka godzin po katastrofie

Informacje publikowane przez rosyjskie media tuż po katastrofie sugerowały błąd załogi lub awarię. Serwis LifeNews.ru przeprowadził wywiad z ppłk. Plusninem. W wywiadzie tym powiedział on, że obserwując pogarszającą się pogodę, zaproponował polskiej załodze lądowanie na lotnisku zapasowym, ale dowódca załogi podjął inną decyzję. Pilot miał odpowiedzieć: Ilość paliwa pozwala mi na to, by zrobić krąg, i odlecę na zapasowe lotnisko, jeśli nie usiądę. Ppłk Plusnin twierdził, że załoga samolotu nie odpowiadała na komunikaty, nie podawała wysokości lotu i słabo znała język rosyjski (czemu oficjalnie zaprzeczyła strona polska i co zostało zdementowane przez stronę rosyjską oraz w późniejszych zeznaniach ppłk. Plusnina).
10 kwietnia 2010 pierwszy zastępca szefa sztabu rosyjskich Sił Powietrznych, gen. Aleksandr Aloszyn, oświadczył, że w odległości 1,5 km od lotniska wzrosła pionowa prędkość opadania polskiego samolotu i maszyna znalazła się poniżej ścieżki podejścia, po czym kontroler wydał komendę, by załoga przeszła do lotu poziomego, a gdy piloci nie wypełnili tego polecenia, kilkakrotnie wydał komendę, by skierowali się na lotnisko zapasowe, jednak samolot dalej się zniżał (ten opis komunikacji wieży kontrolnej z samolotem nie znalazł potwierdzenia w opublikowanych stenogramach).
Z relacji uczestników akcji ratowniczej publikowanych w rosyjskiej prasie po katastrofie wynika, że przed przylotem polskiej delegacji służby rosyjskie zastosowały w rejonie lotniska Siewiernyj bezprecedensowe środki bezpieczeństwa, lecz funkcjonariusze czekający w pobliżu lotniska w pierwszej chwili nie zorientowali się, że doszło do katastrofy. Według doniesień mediów również polskie służby określiły stopień zagrożenia wizyty jako podwyższony (tzw. „średni”).

### Ustalenia dotyczące czasu katastrofy
Według opublikowanych w marcu 2012 roku stenogramów Centrum Operacyjnego MSZ informacja o katastrofie została przekazana ministrowi Radosławowi Sikorskiemu o godz. 8:48 czasu polskiego, jednak w dniach 10–28 kwietnia 2010 jako godzinę katastrofy podawano godz. 8:56 czasu polskiego (10:56 czasu moskiewskiego). Pierwsze informacje o tym, że godzina może być inna, pojawiły się 23 kwietnia 2010.
10 kwietnia 2010 rosyjski minister ds. sytuacji nadzwyczajnych gen. Siergiej Szojgu poinformował premiera Rosji Władimira Putina, że samolot zniknął z radarów o godz. 10:50 czasu moskiewskiego (godzina ta pokrywała się z godziną zgonu wpisywaną przez rosyjskich lekarzy do protokołów identyfikacji zwłok).
Z raportu przedsiębiorstwa energetycznego Smolenskenergo wynikało, że w godz. 10:39:35–10:41:11 czasu moskiewskiego (8:39:35–8:41:11 czasu polskiego) miała miejsce przerwa w zasilaniu lotniska Siewiernyj linią energetyczną nr 602 ze stacji elektroenergetycznej „Siewiernaja”; doszło do tego wskutek zerwania przewodów napowietrznej linii elektroenergetycznej 6 kV w przęśle pomiędzy słupami 2/3 i 2/4, co przypisano upadkowi samolotu.
4 maja 2010 Siergiej Antufjew, gubernator obwodu smoleńskiego i członek rosyjskiej komisji rządowej do zbadania przyczyn katastrofy, poinformował, że do katastrofy doszło o godz. 10:38 czasu moskiewskiego (8:38 czasu polskiego).
19 maja 2010 Międzypaństwowy Komitet Lotniczy (MAK) podał, że zderzenie samolotu z ziemią nastąpiło o godzinie 8:41:06 czasu polskiego, a 29 lipca 2011 w raporcie końcowym KBWLLP stwierdzono, że zderzenie samolotu z ziemią miało miejsce o godz. 8:41:07,5 czasu polskiego.

### Działania po katastrofie

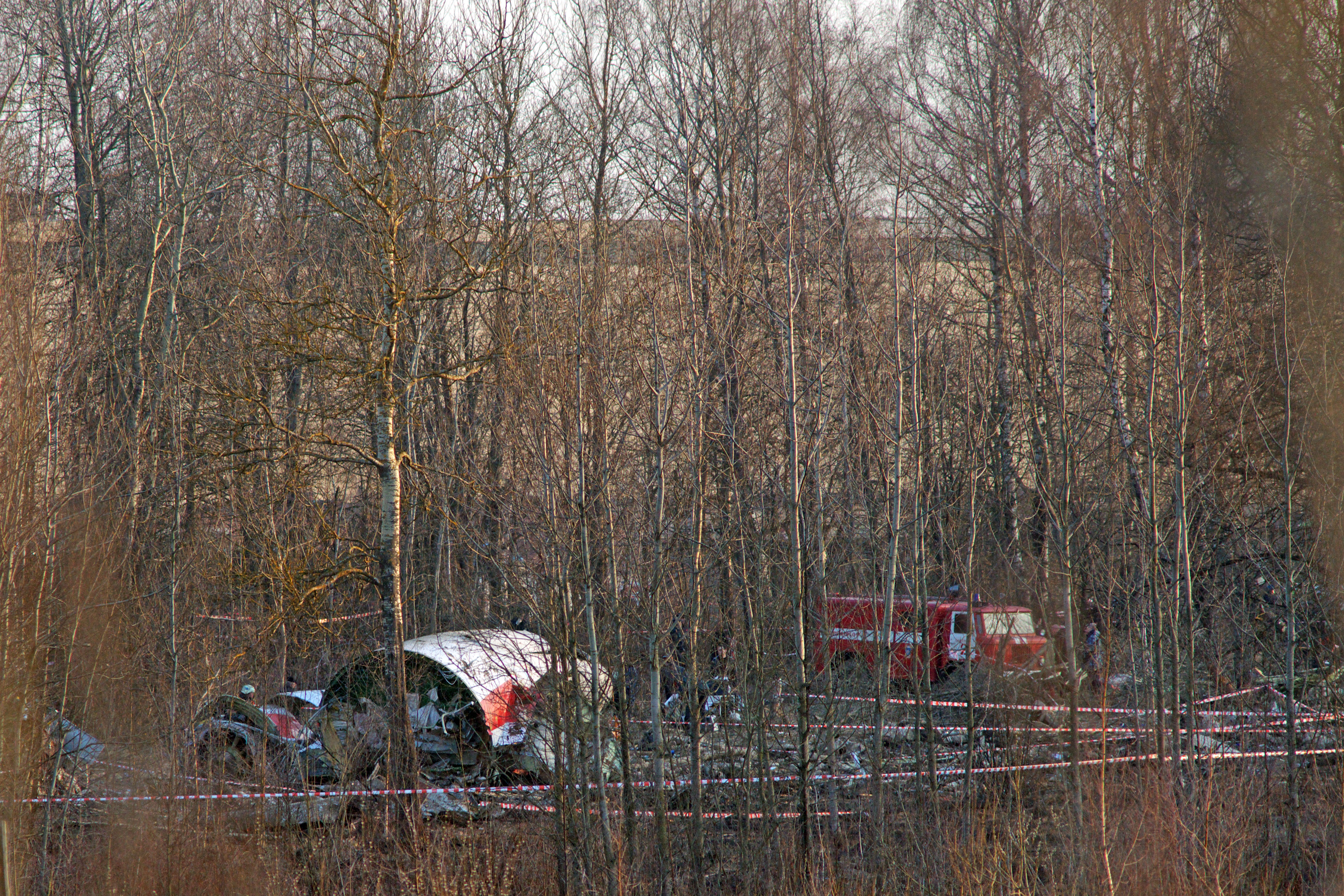
Szczątki samolotu na miejscu katastrofy (10 kwietnia 2010)

Według komunikatu Międzypaństwowego Komitetu Lotniczego (MAK) z 19 maja 2010 i raportu końcowego MAK z 12 stycznia 2011, 180 funkcjonariuszy Urzędu Spraw Wewnętrznych obwodu smoleńskiego i rosyjskiej Federalnej Służby Ochrony (FSO) otoczyło teren kordonem ok. 13 minut po katastrofie; 18 minut po katastrofie strażacy ugasili niewielki pożar wśród szczątków samolotu.
Według ustaleń strony polskiej jako pierwsza na miejsce katastrofy przybyła jednostka straży pożarnej PCz-3, co nastąpiło o godz. 10:55 czasu moskiewskiego (godz. 8:55 czasu polskiego), w 14 minut po upadku samolotu; jednostka ta dyżurowała na terenie lotniska Siewiernyj i wyjechała na miejsce katastrofy o godz. 10:51 czasu moskiewskiego (godz. 8:51 czasu polskiego), w 10 minut po upadku samolotu. Syreny alarmowe zawyły na lotnisku o godz. 10:56 czasu moskiewskiego (godz. 8:56 czasu polskiego).
Gieorgij Połtawczenko poinformował premiera Władimira Putina, że przybył na miejsce wraz z gubernatorem Antufjewem w trzy minuty po uzyskaniu informacji o katastrofie. O godz. 11:00 czasu moskiewskiego (godz. 9:00 czasu polskiego) na miejsce katastrofy wyjechały jednostki ratowniczo-gaśnicze, milicjanci i funkcjonariusze Federalnej Służby Bezpieczeństwa (FSB). Do godz. 11:40 czasu moskiewskiego (godz. 9:40 czasu polskiego) rosyjskie służby ratownicze ustaliły, że wszyscy pasażerowie samolotu zginęli.
W zabezpieczaniu terenu katastrofy brały udział jednostki specjalne milicji (OMON i OMSN) oraz wojska (Specnaz). Na fotografiach wykonanych przez białoruskiego dziennikarza Siarhieja Sierabro (biał. Сяргей Серабро, ros. Сергей Серебро) w kilka godzin po katastrofie widać funkcjonariuszy rosyjskich służb mundurowych, którzy wymieniają żarówki w lampach świateł podejścia pasa startowego lotniska w Smoleńsku i rozciągają kable zasilające oświetlenie.
10 kwietnia 2010 o godz. 13:02 czasu moskiewskiego (godz. 11:02 czasu polskiego) odnaleziono dwie czarne skrzynki samolotu (zapisy parametrów lotu i rozmów załogi).
Około godz. 17:30 czasu polskiego ciało Lecha Kaczyńskiego zostało wstępnie rozpoznane przez funkcjonariuszy Biura Ochrony Rządu przebywających w Rosji.

## Badanie przyczyn i okoliczności katastrofy

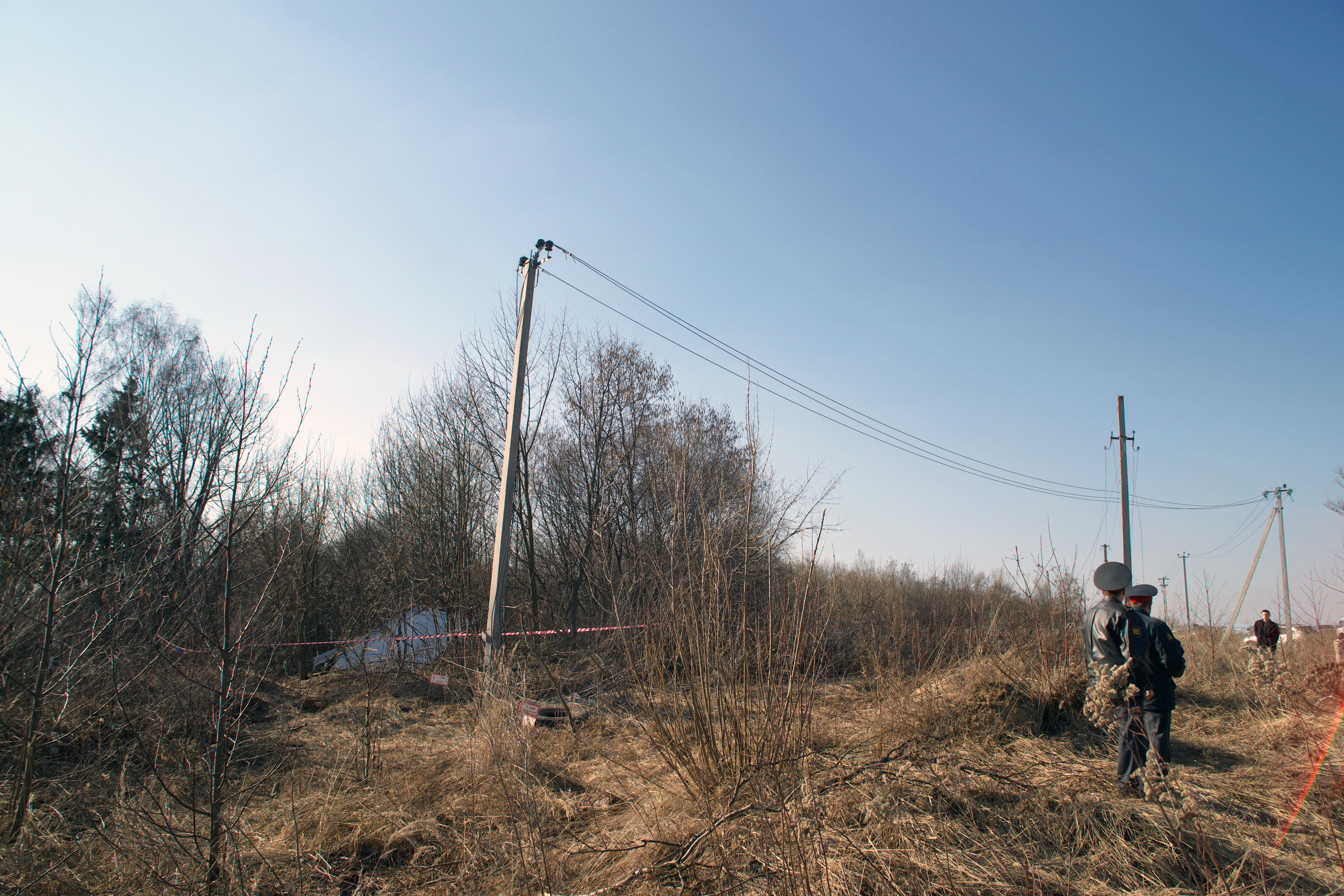
Zerwane przewody energetyczne w rejonie miejsca katastrofy, na drugim planie fragment skrzydła Tu-154M (10 kwietnia 2010)

10 kwietnia 2010 w związku z katastrofą samolotu wojskowego śledztwo wszczął prokurator z Wojskowej Prokuratury Okręgowej w Warszawie. Katastrofę zaczęła również badać Komisja Badania Wypadków Lotniczych Lotnictwa Państwowego (KBWLLP), powołana przez Ministerstwo Obrony Narodowej, badająca katastrofy samolotów wojskowych. Państwowa Komisja Badania Wypadków Lotniczych (PKBWL) przy Ministerstwie Infrastruktury, zajmująca się badaniem wypadków w lotnictwie cywilnym, nie podjęła dochodzenia; w „Rejestrze zdarzeń lotniczych 2010”, opublikowanym na jej stronach internetowych, katastrofę oznaczono sygnaturą 300/10 z adnotacją, że jednostką badającą jest komisja obca (komisja rosyjska).
Około godziny po katastrofie prezydent Rosji Dmitrij Miedwiediew stworzył specjalną komisję rządową ds. zbadania przyczyn katastrofy na czele z premierem Władimirem Putinem. W czasie rozmowy telefonicznej z premierem Donaldem Tuskiem prezydent Miedwiediew zapewnił, że śledztwo w sprawie przyczyn katastrofy będzie prowadzone wspólnie przez prokuratorów polskich i rosyjskich. Strony polska i rosyjska zgodziły się uznać samolot Tu-154M nr 101 za samolot cywilny (poinformował o tym 3 sierpnia 2010 Marek Żylicz, członek Komisji Badania Wypadków Lotniczych Lotnictwa Państwowego (KBWLLP)).
Śledztwo rozpoczął Komitet Śledczy przy Prokuraturze Generalnej Federacji Rosyjskiej pod przewodnictwem pierwszego zastępcy prokuratora generalnego Rosji gen. Aleksandra Bastrykina; dochodzenie objął osobistym nadzorem prokurator generalny Rosji Jurij Czajka. Postępowanie rozpoczęła wspólna komisja Międzypaństwowego Komitetu Lotniczego (MAK), organu Wspólnoty Niepodległych Państw i rosyjskiego Ministerstwa Obrony, przy której na podstawie Konwencji chicagowskiej z 1944 roku o lotnictwie cywilnym akredytowano jako przedstawiciela Polski płk. rez. pil. Edmunda Klicha.
Podstawą współpracy polskiej prokuratury wojskowej z prokuraturą rosyjską jest Europejska Konwencja o pomocy prawnej w sprawach karnych z 1959 roku; śledztwo prowadzone przez polską prokuraturę wojskową jest niezależne od badań wykonywanych przez komisję badań wypadków lotniczych i polska prokuratura nie jest związana raportami tych komisji. Nadzór nad polskim śledztwem prowadzonym przez Wojskową Prokuraturę Okręgową w Warszawie sprawowali zastępca Naczelnego Prokuratora Wojskowego gen. Zbigniew Woźniak, który nadzorował m.in. śledztwo w sprawie incydentu w Nangar Khel, prokurator Marek Pasionek (do 9 czerwca 2011) oraz płk Jerzy Artymiak.
W kwietniu i maju 2010 roku współpraca strony polskiej i rosyjskiej przy badaniu katastrofy była dobrze oceniana przez przedstawicieli polskich władz, jednak na przełomie lipca i sierpnia 2010 roku przedstawiciele polskiego rządu zwrócili się do strony rosyjskiej z prośbą o wyjaśnienia, jakiego typu powody utrudniają stronie rosyjskiej przekazywanie stosownych dokumentów. W lipcu 2010 roku płk Edmund Klich, akredytowany przedstawiciel Polski przy rosyjskiej komisji cywilno-wojskowej badającej przyczyny katastrofy, skierował w tej sprawie list do przewodniczącej MAK, gen. lotn. Tatiany Anodiny; wystosował również oficjalny protest, na który nie otrzymał odpowiedzi. We wrześniu i październiku 2010 roku Edmund Klich poinformował, że mimo wielu próśb i pism strona polska nie otrzymała od strony rosyjskiej żądanych dokumentów związanych z lotniskiem w Smoleńsku, jego oblotem i procedurami tam obowiązującymi; część przekazanych dokumentów była niekompletna. W sprawie tej Edmund Klich kierował do MAK pisma również we wrześniu i październiku 2010 roku, lecz nie uzyskał na nie odpowiedzi.

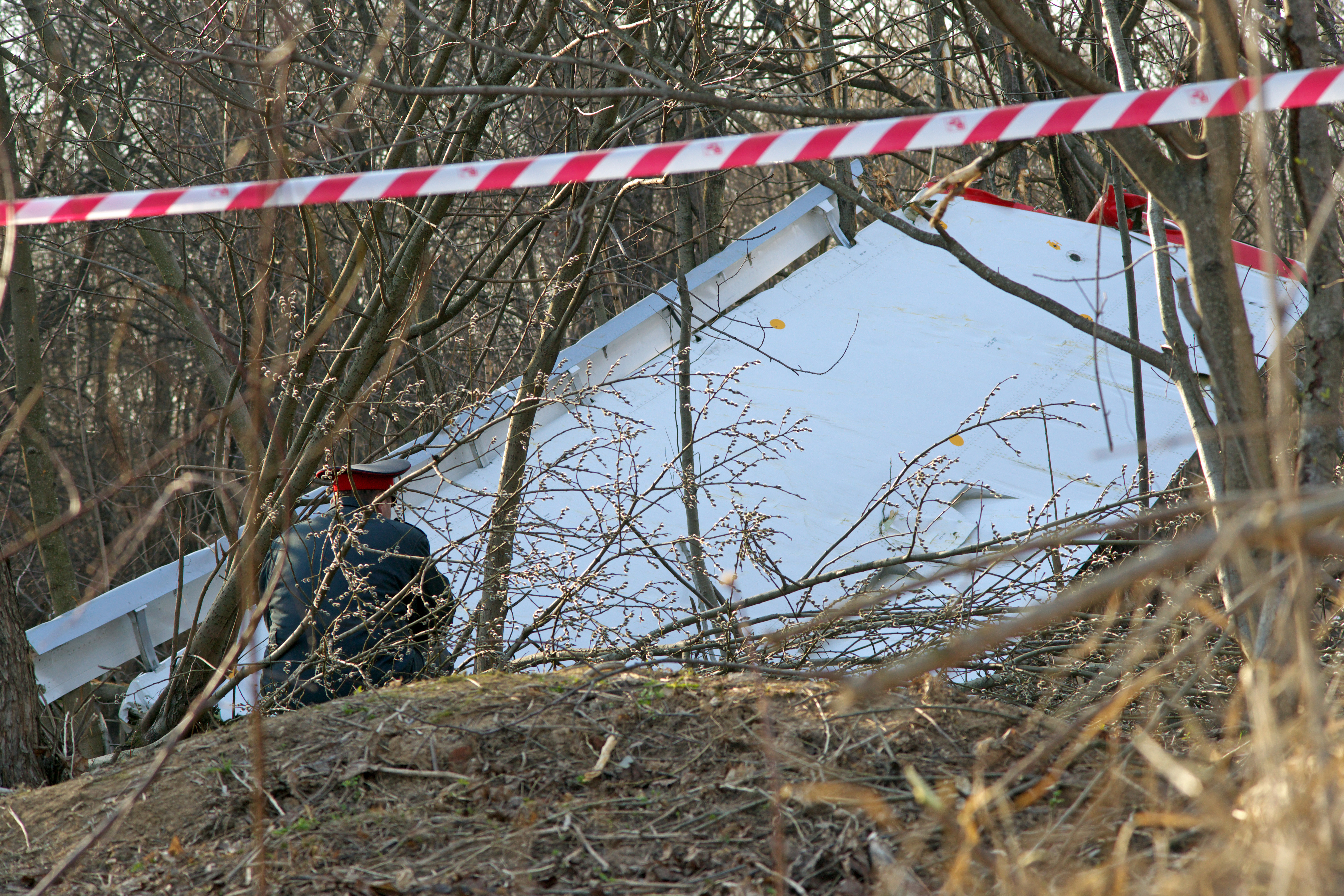
Fragment oderwanego skrzydła (10 kwietnia 2010)

### Śledztwa prokuratorskie

#### Polskie śledztwa prokuratorskie
W Polsce śledztwo prokuratorskie w sprawie katastrofy prowadziła prokuratura wojskowa, a w późniejszym okresie również prokuratury powszechne.

##### Naczelna Prokuratura Wojskowa
27 kwietnia 2010 na stronach internetowych Naczelnej Prokuratury Wojskowej w Warszawie opublikowano komunikat Prokuratury Generalnej i Naczelnej Prokuratury Wojskowej; podano w nim m.in., że Agencja Bezpieczeństwa Wewnętrznego zbadała film z miejsca katastrofy, opublikowany w Internecie i zawierający krótkie wypowiedzi w języku polskim i rosyjskim oraz odgłosy przypominające wystrzały, nazywany także „filmem amatorskim wykonanym 10.04.2010 tuż po katastrofie przed przybyciem ratowników”. Eksperci nie zdołali jednoznacznie potwierdzić autentyczności nagrania i sprawa ta stała się przedmiotem dalszych czynności procesowych.
29 kwietnia 2010 na stronach internetowych Naczelnej Prokuratury Wojskowej opublikowano kolejny komunikat, z którego wynikało, że w toku śledztwa prowadzonego przez Wojskową Prokuraturę Okręgową w Warszawie przyjęto następujące cztery wstępne wersje śledcze co do przyczyn katastrofy:
- usterki techniczne samolotu Tu-154M/101, wśród nich:
  - wady konstrukcyjne Tu-154M/101,
  - defekty sprzętu powstałe wskutek złej obsługi przez personel naziemny,
  - defekty urządzeń zaistniałe w czasie lotu,
- zachowanie (działanie lub zaniechanie) załogi Tu-154M/101, w tym:
  - błąd w technice pilotowania,
  - niezdyscyplinowanie załogi w powietrzu (naruszenie przez załogę regulaminowych zasad lotu),
  - niedoszkolenie załogi,
- zła organizacja i zabezpieczenie lotu, w tym:
  - nieprawidłowości polskiego personelu naziemnego,
  - nieprawidłowości rosyjskiego personelu naziemnego,
- zachowanie osób trzecich (np. zamach terrorystyczny, sugestie i oczekiwania określonego postąpienia od załogi samolotu)[70].

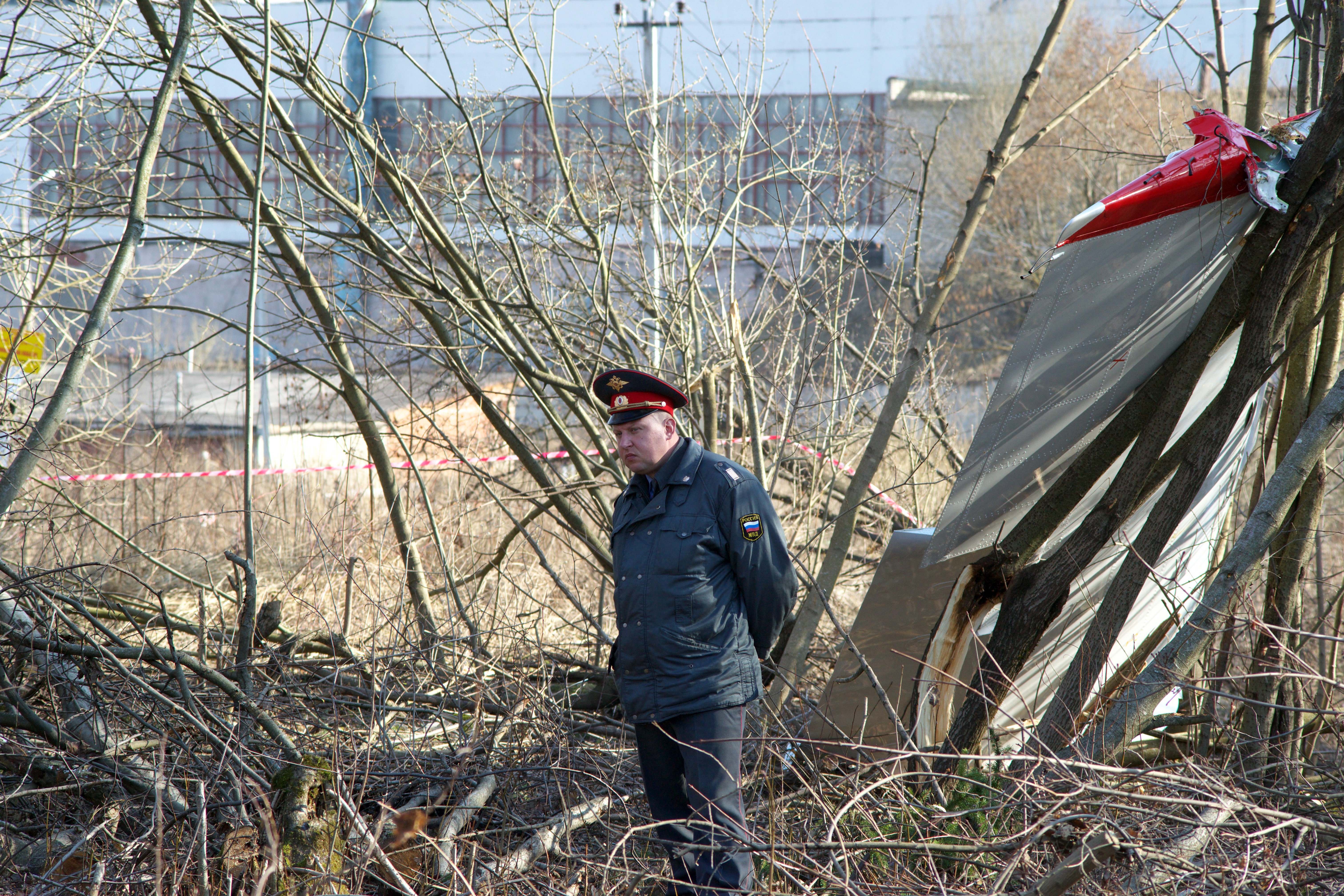
Fragment skrzydła pod innym kątem (10 kwietnia 2010)

Na początku maja 2010 roku, po zakończeniu akcji zabezpieczania szczątków samolotu i porządkowania terenu, na miejscu katastrofy postronne osoby odnajdywały niezabezpieczone przedmioty należące do ofiar i części wraku. 11 maja 2010 Wojskowa Prokuratura Okręgowa w Warszawie, prowadząc śledztwo sygn. Po.Śl. 54/10 w sprawie nieumyślnego sprowadzenia katastrofy w ruchu powietrznym, tj. o czyny z art. 173 & 2 i 4 kk, wydała postanowienie o żądaniu wydania przez dziennikarza Tomasza Sakiewicza, redaktora naczelnego „Gazety Polskiej”, części samolotu Tu-154M odnalezionych na miejscu katastrofy; 14 maja 2010 części te zostały przekazane Żandarmerii Wojskowej jako przedmioty mogące mieć istotne znaczenie dowodowe w prowadzonym śledztwie.
12 maja 2010 prokurator generalny Andrzej Seremet poinformował, że strona polska nie wie, gdzie jest telefon satelitarny należący do wyposażenia samolotu. Tego dnia polscy prokuratorzy wojskowi zwrócili się do władz rosyjskich o dokumenty, które pozwoliłyby ustalić, dlaczego mimo złej pogody lotnisko w Smoleńsku nie zostało zamknięte.
14 maja 2010 do Moskwy poleciał polski psycholog, by przesłuchać czarne skrzynki i ocenić, czy wylot z Warszawy z 27-minutowym opóźnieniem mógł mieć wpływ na decyzje pilotów; zapisy czarnych skrzynek nie wskazywały na naciski wywierane na załogę. 14 maja 2010 ukazał się również komunikat informujący, że w czasie rozmowy telefonicznej premier Donald Tusk przekazał premierowi Władimirowi Putinowi oczekiwania strony polskiej w sprawie przekazania i upublicznienia zapisów czarnych skrzynek samolotu Tu-154M; wcześniej minister spraw zagranicznych Radosław Sikorski stwierdził, że w czasie tej rozmowy mogą zapaść decyzje w sprawie daty przekazania stronie polskiej informacji z czarnych skrzynek.
20 maja 2010 naczelny prokurator wojskowy płk Krzysztof Parulski poinformował na posiedzeniu sejmowej Komisji Obrony Narodowej, że w Smoleńsku ponownie przeszukano miejsce katastrofy i nie znaleziono żadnych materiałów; przeczesania terenu dokonało 50 funkcjonariuszy; z ramienia władz polskich w akcji uczestniczył gen. Zbigniew Woźniak.
31 maja 2010 naczelny prokurator wojskowy płk Krzysztof Parulski uczestniczył w protokolarnym przekazaniu przez stronę rosyjską polskiej Komisji Badania Wypadków Lotniczych Lotnictwa Państwowego (KBWLLP) kopii zapisów trzech czarnych skrzynek samolotu Tu-154M nr 101 (rejestrator pokładowy MSRP-64M-6, taśma rejestratora dźwiękowego MARS-BM oraz kaseta KS-13 zasobnika KBN-1-1 rejestratora pokładowego parametrów lotu). Zapisy rejestratorów wraz ze stenogramami znalazły się w gestii Komisji Badania Wypadków Lotniczych Lotnictwa Państwowego (KBWLLP), po czym 2 czerwca 2010 płyty CD zawierające kopie zapisów czarnych skrzynek zostały przekazane Wojskowej Prokuraturze Okręgowej w Warszawie, która zleciła biegłym ich ekspertyzę fonoskopijną. Po zbadaniu kopii zapisu rozmów w kokpicie samolotu przez polskich ekspertów okazało się, że kopia jest niekompletna i brakuje 16 sekund nagrania; według doniesień mediów 15 czerwca 2010 z Moskwy przywieziono nową kopię zapisów rozmów, nie zostało to jednak oficjalnie potwierdzone.

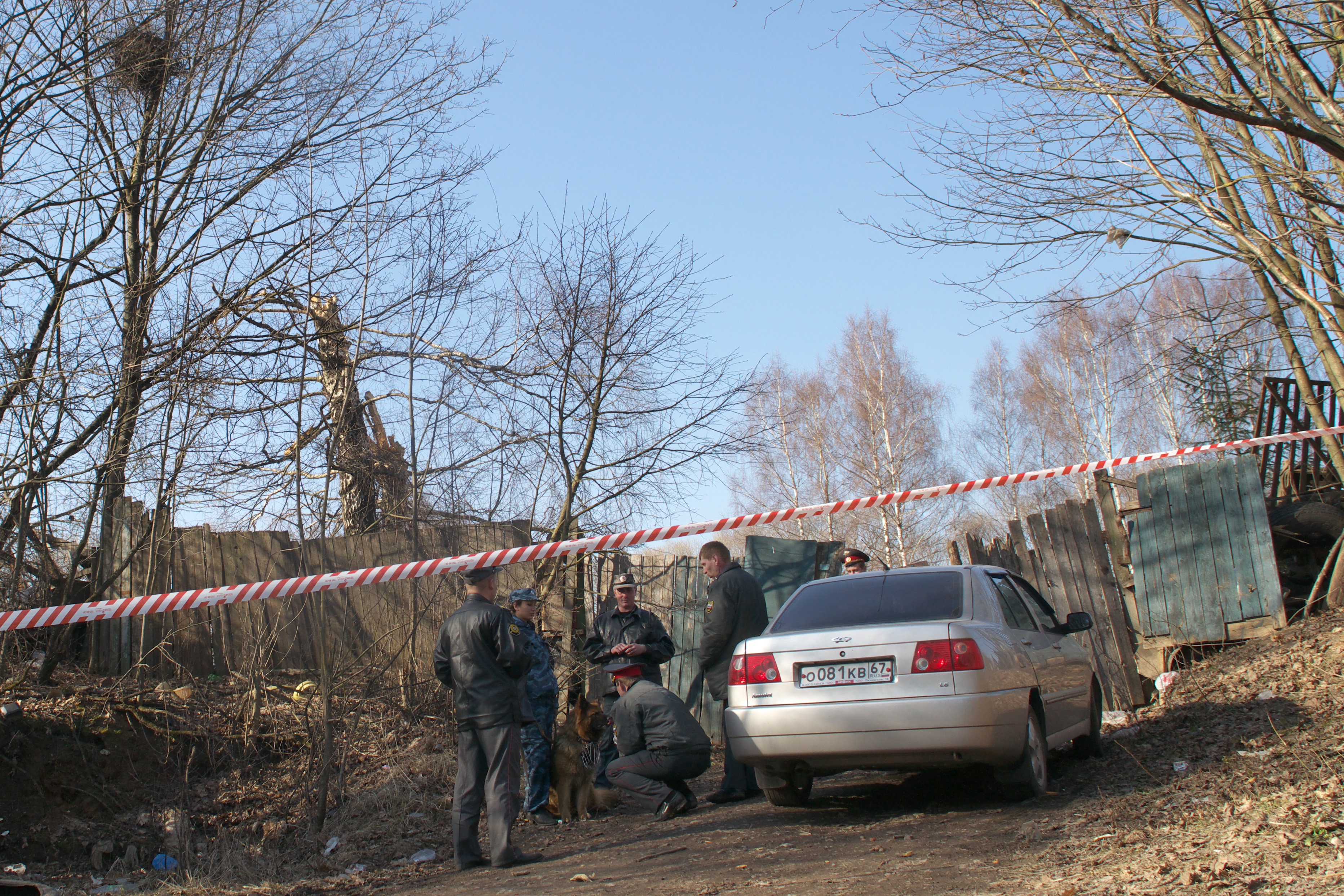
Funkcjonariusze rosyjskich służb mundurowych przy tzw. „brzozie smoleńskiej” na trasie lotu (10 kwietnia 2010)

15 czerwca 2010 do prokuratury wpłynęła opinia na temat warunków klimatycznych i meteorologicznych rejonu katastrofy; wynikało z niej m.in., że otoczenie lotniska Siewiernyj posiada cechy sprzyjające tworzeniu się mgieł.
2 lipca 2010 Naczelna Prokuratura Wojskowa przekazała do Prokuratury Okręgowej w Warszawie materiały w sprawie publicznego rozpowszechniania bez zezwolenia wiadomości ze śledztwa dotyczącego katastrofy; nastąpiło to w związku z tym, że polskie media upubliczniły cytat z zeznań por. pil. Artura Wosztyla, pilota samolotu Jak-40, który wylądował w Smoleńsku około godziny przed katastrofą; miał on zeznać, iż tuż po godz. 8:40 czasu polskiego wieża lotniska Siewiernyj wydała załodze samolotu komendę: „Jak na wysokości 50 m nie zobaczycie pasa, odlatujcie” (zeznanie to, sprzeczne z treścią opublikowanych stenogramów, potwierdził technik pokładowy Jaka-40, chor. Remigiusz Muś; oświadczył on, że kontrolerzy podali nieprzepisową wysokość decyzji 50 m również samolotowi Jak-40 i rosyjskiemu samolotowi Ił-76 z funkcjonariuszami rosyjskiej Federalnej Służby Ochrony (FSO), który rankiem 10 kwietnia podjął dwie nieudane próby lądowania na lotnisku). Rozpowszechniono także informację o istnieniu dwóch kolidujących ze sobą protokołów zeznań rosyjskiego kontrolera lotów mjr. Wiktora Ryżenki; zeznania te miały zostać złożone w tym samym czasie przed dwoma różnymi śledczymi rosyjskimi.
W związku z nieprzekazaniem przez stronę rosyjską pełnej dokumentacji medycznej, w dniu 13 lipca 2010 w Wojskowej Prokuraturze Okręgowej w Warszawie mec. Rafał Rogalski złożył wniosek o ekshumację ciała Przemysława Gosiewskiego, przeprowadzenie sekcji zwłok oraz o zabezpieczenie materiału biologicznego w celu przeprowadzenia ekspertyzy toksykologiczno-chemicznej.
27 lipca 2010 prokurator generalny Andrzej Seremet poinformował, że polscy prokuratorzy uczestniczyli tylko w jednej sekcji zwłok ofiar (sekcja zwłok Lecha Kaczyńskiego); w pozostałych przypadkach polscy prokuratorzy nie uczestniczyli w badaniach sekcyjnych. Tego samego dnia podano, że w sekcjach zwłok ofiar nie uczestniczyli także polscy patomorfolodzy (28 kwietnia 2010 polskie media informowały, że przy sekcjach zwłok ofiar, prowadzonych w moskiewskim Biurze Ekspertyz Sądowych, był obecny dr Paweł Krajewski, kierownik Zakładu Medycyny Sądowej Warszawskiego Uniwersytetu Medycznego).
4 sierpnia 2010 naczelny prokurator wojskowy Krzysztof Parulski oświadczył na posiedzeniu sejmowej Komisji Sprawiedliwości i Praw Człowieka, że prokuratura w dalszym ciągu weryfikowała pierwotne cztery wersje śledcze co do przyczyn katastrofy: defekt techniczny samolotu, działania lub zaniechania członków załogi, złą organizację i zabezpieczenie lotu oraz zachowania osób trzecich, w tym możliwość zamachu. Prokurator generalny Andrzej Seremet stwierdził, że w śledztwie polskim nie nastąpi postęp, dopóki strona polska nie otrzyma istotnych dowodów, w tym dokumentacji sekcji zwłok ofiar, rejestratorów lotów i szczątków samolotu (polskie wnioski o pomoc prawną obejmowały m.in. przekazanie dowodów rzeczowych zabezpieczonych na miejscu zdarzenia, w tym wraku samolotu Tu-154M). Andrzej Seremet przyznał, że zgłaszał swój niepokój co do tempa przekazywania przez stronę rosyjską dokumentacji ze śledztwa.

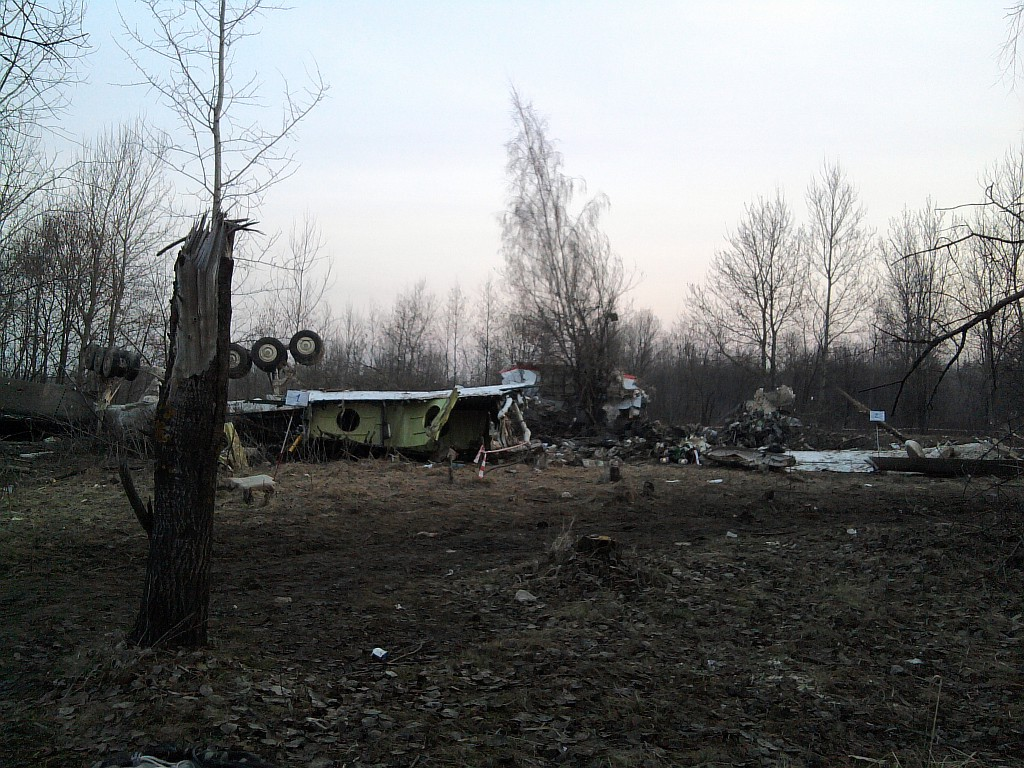
Podwozie Tu-154M na miejscu katastrofy (11 kwietnia 2010)

23 września 2010 polscy prokuratorzy wojskowi przyznali, że na miejscu katastrofy w dalszym ciągu znajdowano ludzkie szczątki; gen. Krzysztof Parulski zapowiedział wyjazd do Smoleńska misji pilotażowej, by ustalić warunki wyjazdu na miejsce polskich archeologów. W dniach 29 września – 3 października 2010 w Smoleńsku przebywał polski prokurator oraz grupa 5 archeologów i geodetów mających ustalić termin rozpoczęcia prac.
24 września 2010 prokurator generalny Andrzej Seremet poinformował, że polska prokuratura nie dysponuje protokołami przesłuchań płk. Nikołaja Krasnokutskiego oraz nagraniami rozmów prowadzonych w wieży kontroli lotów na lotnisku Siewiernyj.
W dniach 13–27 października 2010 na miejscu katastrofy przebywała misja polskich archeologów, którym towarzyszył polski prokurator wojskowy; zbadali oni teren o powierzchni ok. 1,5 ha i odnaleźli w sumie kilka tysięcy fragmentów elementów konstrukcyjnych samolotu, jego wyposażenia i rzeczy osobistych ofiar, a także szczątki kostne, najprawdopodobniej ludzkie. Prace badawcze obejmowały jedynie przeszukanie powierzchni terenu; na miejscu katastrofy nie prowadzono wykopalisk.
27 października 2010 Małgorzata Wassermann, córka Zbigniewa, złożyła wniosek o ekshumację ciała ojca, gdyż nie otrzymała wyników sekcji zwłok, nie znała bezpośredniej przyczyny zgonu i nie miała wiedzy, jakie szczątki włożono do trumny.
1 kwietnia 2011 prokurator generalny Andrzej Seremet poinformował podczas konferencji prasowej, że prokuratura wojskowa nie znalazła dowodów na to, by w czasie lotu do Smoleńska doszło do zamachu; wykluczono tezę o działaniu osób trzecich w kontekście katastrofy.
19 kwietnia 2011 rzecznik Naczelnej Prokuratury Wojskowej oświadczył, że prokuratura wojskowa nie zebrała materiału dowodowego wskazującego na to, by katastrofa była efektem czyichkolwiek nacisków na załogę.
9 czerwca 2011 od śledztwa w sprawie katastrofy został odsunięty prokurator Marek Pasionek. 13 czerwca 2011 ukazał się komunikat Naczelnej Prokuratury Wojskowej, z którego wynikało, że 17 marca 2011, w odpowiedzi na polski wniosek o pomoc prawną, Departament Sprawiedliwości Stanów Zjednoczonych zawiadomił Wojskową Prokuraturę Okręgową w Warszawie, iż Stany Zjednoczone przekazały agendom rządu polskiego, już w początkowym okresie śledztwa, wszelkie materiały dotyczące katastrofy, jakimi dysponowały. Po uzyskaniu tej informacji prokuratura wojskowa zwróciła się do kilku polskich organów i instytucji o przekazanie materiałów uzyskanych od strony amerykańskiej. W wyniku tego pisma Wojskowa Prokuratura Okręgowa w Warszawie otrzymała od jednej z polskich instytucji państwowych pakiet dokumentów niejawnych, które dołączono do akt wydzielonych śledztwa.
22 sierpnia 2011 prokuratura wojskowa poinformowała o przedstawieniu dwóm oficerom 36 SPLT zarzutów „niedopełnienia obowiązków służbowych związanych z organizacją lotu do Smoleńska w dniu 10 kwietnia 2010 w zakresie wyznaczenia i przygotowania załogi Tu-154M”. Podejrzani nie przyznali się do winy i odmówili składania wyjaśnień, a prokuratura nie zastosowała wobec nich środków zapobiegawczych.
29 sierpnia 2011 przeprowadzono ekshumację szczątków Zbigniewa Wassermanna. Z komunikatu Naczelnej Prokuratury Wojskowej wynikało, że przyczyną były wątpliwości co do stwierdzeń w dokumentacji sądowo-lekarskiej badania zwłok zmarłego otrzymanej z Rosji. Szczątki przewieziono do wrocławskiego Zakładu Medycyny Sądowej.
We wrześniu 2011 biegli powołani przez prokuraturę wojskową dokonali oględzin urządzeń samolotu przechowywanych w Moskwie oraz wraku znajdującego się na lotnisku w Smoleńsku.
19 i 20 marca 2012 na polecenie prokuratury przeprowadzono ekshumacje ciał Przemysława Gosiewskiego i Janusza Kurtyki.
W sierpniu 2012 Wojskowa Prokuratura Okręgowa w Warszawie zwróciła się do władz Federacji Rosyjskiej o udzielenie pomocy prawnej, umożliwiającej m.in. oględziny miejsca katastrofy na lotnisku smoleńskim oraz przebadanie elementów wraku Tu-154M o numerze bocznym 101.
Efektem tego wniosku, w dniach od 17 września do 12 października 2012 grupa polskich prokuratorów i biegłych przebywała w Smoleńsku. Specjaliści z Centralnego Laboratorium Kryminalistycznego oraz Centralnego Biura Śledczego badali wrak samolotu, miejsce katastrofy, brzozę, z którą według oficjalnych ustaleń miał zderzyć się tupolew, pobierali próbki w celu zbadania obecności materiałów wybuchowych. Przy pracy posługiwali się najwyższej klasy specjalistycznym sprzętem: spektrometrami Ramana: detektorem Raytech FD 6643, detektorem RaytechFT 2407, przenośnym systemem rentgenowskim Scansil 4336R, wykrywaczami metalu, m.in. marki Fischer 1280X aquanaut, detektorami IMS-mMO-2M, Pilot M, monitorem skażeń radioaktywnych EKO C, urządzeniami GPS marki Colorado.
Eksperci posługiwali się także detektorem Hardened MobileTrace, służącym do wykrywania i rozpoznawania drobnych cząsteczek materiałów wybuchowych, narkotyków, chemicznych środków bojowych oraz toksycznych chemikaliów przemysłowych, do którego materiał do badania pobierany jest ręcznie oraz automatycznie przez zasysanie cząsteczek, a odczyt jest natychmiastowy (urządzenie jest bezbłędne w co najmniej 98% przypadków), jak również spektrometrem Ramana TruDefender FT – analizatorem niebezpiecznych substancji chemicznych, pozwalającym na jednoznaczną chemiczną identyfikację substancji oraz automatyczną analizę i podającym wyniki w ciągu kilku sekund.
Podczas badań byli obecni przedstawiciele strony rosyjskiej. Wszystkie próbki były pobierane w dwóch kompletach – jeden dla strony polskiej, drugi dla strony rosyjskiej. Obydwa komplety pozostały w Rosji. W przyszłości komplet polski ma być przekazany polskiej prokuraturze po pozytywnej odpowiedzi Rosjan na wniosek o tzw. pomoc prawną.

##### Prokuratury powszechne
W grudniu 2010 roku Prokuratora Okręgowa w Warszawie wszczęła śledztwo w sprawie niszczenia wraku Tu-154M przez funkcjonariuszy rosyjskich; jedną z podstaw wniosku zawiadomienia o przestępstwie był materiał filmowy Telewizji Polskiej ze Smoleńska, przedstawiający cięcie wraku przez miejscowe służby.
1 kwietnia 2011 poinformowano, że prokuratura wojskowa wyłączyła z głównego śledztwa tzw. wątek odpowiedzialności osób cywilnych za organizację lotu (czyny funkcjonariuszy publicznych niebędących żołnierzami w czynnej służbie wojskowej, polegające na niedopełnieniu obowiązków służbowych). Śledztwo w tej sprawie zaczęła prowadzić Prokuratura Okręgowa Warszawa-Praga i umorzyła je w lipcu 2012 roku. W trakcie prowadzonego śledztwa Prokuratura Okręgowa Warszawa-Praga otrzymała materiały zgromadzone w trakcie kontroli prowadzonej w 2011 roku przez Najwyższą Izbę Kontroli.
W dniu 16 listopada 2010 Wojskowa Prokuratura Okręgowa w Poznaniu wszczęła śledztwo w sprawie ujawnienia tajemnicy służbowej i rozpowszechniania bez zezwolenia informacji z postępowania przygotowawczego dotyczącego katastrofy smoleńskiej, gdyż dochodziło do nieustannego wycieku informacji i dane o charakterze niejawnym pojawiały się w prasie lub portalach internetowych, co m.in. powodowało opóźnienia w śledztwie w sprawie katastrofy. Jednym z celów śledztwa było też zatamowanie przecieków prasowych. W późniejszym okresie sprawę skierowano do Prokuratury Rejonowej Warszawa-Śródmieście, a w połowie czerwca 2011 roku do Prokuratury Okręgowej w Warszawie, która umorzyła śledztwo w dniu 15 grudnia 2011. Śledztwo umorzono w pięciu wątkach, częściowo z powodu niewykrycia sprawcy, częściowo z powodu braku danych uprawdopodobniających popełnienie przestępstwa lub braku znamion przestępstwa, a częściowo z powodu znikomej szkodliwości społecznej czynu.
9 lutego 2012 Prokuratura Okręgowa Warszawa-Praga przedstawiła zastępcy szefa BOR, gen. Pawłowi Bielawnemu, zarzuty niedopełnienia obowiązków podczas wizyt premiera Donalda Tuska i prezydenta Lecha Kaczyńskiego w Katyniu w kwietniu 2010 roku oraz poświadczenia nieprawdy w dokumencie.
Ze śledztwa prowadzonego przez prokuraturę wojskową wyłączono wątek wykorzystywania po katastrofie telefonu komórkowego Nokia 6610i użytkowanego przez prezydenta Lecha Kaczyńskiego. Ustalono, że w dniu 10 kwietnia 2010 miały miejsce dwa połączenia wychodzące (pierwsze o godz. 12:46, a drugie o godz. 16:24 czasu polskiego), a w dniu 11 kwietnia 2010 jedno połączenie wychodzące (o godz. 12:18 czasu polskiego); celem połączeń było odsłuchiwanie poczty głosowej prezydenta RP. Sprawą tą zajmowała się w 2011 roku Prokuratura Okręgowa w Warszawie, która odmówiła wszczęcia śledztwa ze względu na niezaistnienie przestępstwa; w maju 2012 roku Prokuratura Generalna zwróciła się do Prokuratury Apelacyjnej w Warszawie o dokonanie analizy tej decyzji i rozważenie kontynuowania tego postępowania, po czym Prokuratura Okręgowa w Warszawie wszczęła śledztwo w tej sprawie (sygn. V Ds. 188/12).
Ponadto ze śledztwa prokuratury wojskowej wyłączono sprawę zniszczenia przez urzędników polskiego Ministerstwa Spraw Zagranicznych rzeczy należących do Tomasza Merty, w tym dowodu osobistego, a także kradzieży należących do niego cennych przedmiotów (obrączki ślubnej). Śledztwo w tej sprawie podjęła Prokuratura Okręgowa w Warszawie.
W sierpniu 2012 roku Prokuratura Okręgowa Warszawa-Praga wszczęła śledztwo w sprawie poświadczenia nieprawdy przez komisję Jerzego Millera badającą katastrofę smoleńską oraz utrudniania głównego śledztwa prokuratury wojskowej przez sformułowanie nieprawdziwego wniosku dotyczącego głównej rzekomo przyczyny katastrofy, czyli uderzenia Tu-154 w brzozę. Zawiadomienie na początku lipca złożył przewodniczący zespołu parlamentarnego ds. wyjaśnienia przyczyn katastrofy smoleńskiej, Antoni Macierewicz. W treści zawiadomienia podano m.in., że materiał dowodowy pochodzący ze skrzynki ATM/QAR, którym posłużyła się komisja Jerzego Millera, według Macierewicza wskazuje na to, iż samolot przeleciał nad tym drzewem i nie mógł go złamać.
27 października 2012 r., w domu rodzinnym w Piasecznie znaleziono wiszące ciało technika pokładowego chor. Remigiusza Musia, technika pokładowego, który razem z por. Arturem Wosztylem, pierwszym pilotem, i por. Rafałem Kowaleczko stanowił załogę Jaka-40. W wywiadach twierdził, że kontroler z wieży w Smoleńsku zezwolił załodze prezydenckiego tupolewa na zejście do wysokości 50 m, gdy tymczasem z opublikowanego stenogramu wynika, że kontroler miał zezwolić na zejście do 100 metrów. Remigiusz Muś mówił również, że tuż przed katastrofą TU-154M słyszał dwa wybuchy, których źródła nie kojarzył.

#### Rosyjskie śledztwo prokuratorskie

##### Komitet Śledczy przy Prokuraturze Generalnej Federacji Rosyjskiej
Nad ranem 11 kwietnia 2010 roku, na polecenie śledczych, rosyjscy specjaliści przeprowadzili sekcję zwłok Lecha Kaczyńskiego. Tego samego dnia Komitet Śledczy przy Prokuraturze Generalnej Federacji Rosyjskiej wstępnie wykluczył, że przyczyną katastrofy była awaria; według przewodniczącego Komitetu, gen. Aleksandra Bastrykina, świadczyły o tym m.in. wyniki odczytu czarnej skrzynki samolotu.
16 kwietnia 2010 Komitet Śledczy przy Prokuraturze Generalnej Rosji ogłosił, iż zakończono czynności procesowe w miejscu katastrofy. Zidentyfikowano ciała 96 ofiar; w celu identyfikacji przeprowadzono 266 ekspertyz medycznych, w tym genetycznych.
W czerwcu 2010 roku prokuratura rosyjska skierowała do Polski wniosek o przesłuchanie rodzin ofiar, a także osób, które odpowiadały za organizację wizyty i przygotowywały samolot do lotu.
2 sierpnia 2010 prokuratura rosyjska skierowała do Polski dwa wnioski prawne, zwracając się m.in. o informacje o przebywaniu postronnych osób w kokpicie samolotu, o odczyt zapisu rozmów w kokpicie przez polskich biegłych i o wykaz połączeń z pokładu maszyny w chwili podchodzenia do lądowania.

##### Komitet Śledczy Federacji Rosyjskiej
15 stycznia 2011 śledztwo w sprawie katastrofy przejął Komitet Śledczy Federacji Rosyjskiej, powstały z przekształcenia Komitetu Śledczego przy Prokuraturze Generalnej Federacji Rosyjskiej. 18 lutego 2011 w Moskwie odbyła się konferencja prasowa przedstawicieli Komitetu Śledczego poświęcona stanowi rosyjskiego śledztwa w sprawie katastrofy.

### Pozostałe postępowania

#### Inne postępowania polskie

##### Komisja Badania Wypadków Lotniczych Lotnictwa Państwowego
Katastrofę zaczęła badać Komisja Badania Wypadków Lotniczych Lotnictwa Państwowego (KBWLLP) powołana przez Ministerstwo Obrony Narodowej, badająca wypadki samolotów wojskowych, nieorzekająca o winie i odpowiedzialności za katastrofę. 24 kwietnia 2010 jej przewodniczący, Edmund Klich, będący jednocześnie przedstawicielem Polski akredytowanym przy rosyjskiej komisji cywilno-wojskowej badającej przyczyny katastrofy, skrytykował dotychczasowy przebieg śledztwa, zwracając uwagę m.in. na to, że śledczy chcą całą winą obarczyć pilotów maszyny. 27 kwietnia 2010 szef MON zmienił rozporządzenie regulujące działania komisji, m.in. wprowadzając przepis, że przewodniczący komisji podlega bezpośrednio Prezesowi Rady Ministrów i że decyzję w przedmiocie udzielania informacji o przebiegu i rezultatach badań prowadzonych przez komisję podejmuje premier. 28 kwietnia 2010 poinformowano, że Edmund Klich zrezygnował z przewodniczenia komisji; jej nowym szefem został minister spraw wewnętrznych i administracji Jerzy Miller.
W kwietniu 2010 roku strona rosyjska przekazała KBWLLP nagrania z wieży kontroli lotów, obejmujące rozmowy telefoniczne, korespondencję radiową oraz rozmowy pomiędzy osobami na wieży; w 2010 roku materiały te nie zostały upublicznione; do połowy września 2010 roku nie przekazano ich polskiej prokuraturze wojskowej.
Na początku maja 2010 roku, w związku z odnajdywaniem na miejscu katastrofy przez przypadkowe osoby przedmiotów należących do ofiar i części samolotu (np. niewielki fragment skrzydła trafił na Jasną Górę i został wykorzystany jako część sukienki obrazu Matki Boskiej Częstochowskiej), Kancelaria Prezesa Rady Ministrów podjęła decyzję o wysłaniu na miejsce ekipy polskich archeologów i wystąpiła o zgodę władz rosyjskich. Zgody tej nie udzielono. Sprawę organizacji przedsięwzięcia przejęła Naczelna Prokuratura Wojskowa i wyjazd wstępnie planowano na 15 czerwca 2010. 6 czerwca 2010 w wypadku samochodowym zginął wraz z żoną Marek Dulinicz, kierownik grupy badawczej archeologów z Instytutu Archeologii i Etnologii PAN. Do wyjazdu w dniu 15 czerwca 2010 nie doszło, lecz naukowcy nadal deklarowali gotowość rozpoczęcia badań; przeprowadzono je w październiku 2010 roku w ramach śledztwa prokuratorskiego.
18 stycznia 2011 KBWLLP ujawniła niektóre materiały dotyczące katastrofy na konferencji prasowej w Kancelarii Prezesa Rady Ministrów, w tym część nagrań z wieży w Smoleńsku.
27 czerwca 2011 raport końcowy KBWLLP, liczący ok. 300 stron, został przekazany premierowi Donaldowi Tuskowi, 25 lipca 2011 przyjęty, a 29 lipca 2011 zaprezentowany opinii publicznej podczas konferencji prasowej w Kancelarii Prezesa Rady Ministrów i opublikowany na stronie internetowej KBWLLP wraz z załącznikami – od 24 listopada 2015 witryna decyzją Kancelarii Prezesa Rady Ministrów RP przestała być dostępna, ale dostępne były jej kopie na serwerach niezależnego od rządu Web Archive. Według raportu końcowego KBWLLP przyczyną wypadku było „zejście poniżej minimalnej wysokości zniżania, przy nadmiernej prędkości opadania, w warunkach atmosferycznych uniemożliwiających wzrokowy kontakt z ziemią i spóźnione rozpoczęcie procedury odejścia na drugi krąg. Doprowadziło to do zderzenia z przeszkodą terenową, oderwania fragmentu lewego skrzydła wraz z lotką, a w konsekwencji do utraty sterowności samolotu i zderzenia z ziemią”. Jednocześnie w raporcie końcowym KBWLLP wskazano 6 czynników mających wpływ na zdarzenie lotnicze i 8 okoliczności sprzyjających zaistnieniu katastrofy leżących po stronie polskiej i rosyjskiej. Po opublikowaniu raportu końcowego KBWLLP do dymisji podał się minister obrony narodowej Bogdan Klich, wiceminister MON Czesław Piątas i ogłoszono rozformowanie 36 SPLT.
5 września 2011 KBWLPP opublikowała tzw. „Protokół z badania zdarzenia lotniczego nr 192/2010/11”, liczący wraz z załącznikami ponad 1000 stron dokumentów; niejawny pozostał jedynie załącznik nr 7 z informacjami o obrażeniach ofiar katastrofy.

###### Komisja Laska
W 2013 roku powołany został Zespół do spraw wyjaśniania opinii publicznej treści informacji i materiałów dotyczących przyczyn i okoliczności katastrofy pod Smoleńskiem (tzw. komisja Laska od nazwiska przewodniczącego Macieja Laska), który rozpoczął publikowanie swoich ustaleń na specjalnie uruchomionej w tym celu stronie internetowej www.faktysmolensk.gov.pl – od 24 listopada 2015 strona decyzją Kancelarii Prezesa Rady Ministrów przestała być dostępna, ale część z nich nadal była dostępna na serwerach Internet Archive. Kompletne archiwum zostało opublikowane na stronie faktysmolensk.niezniknelo.com.
25 listopada szefowa Kancelarii Prezesa Rady Ministrów RP Beata Kempa cofnęła Maciejowi Laskowi zgodę na korzystanie w celach niekomercyjnych z materiałów opublikowanych na stronie www.faktysmolensk.gov.pl – zgoda była udzielona 10 listopada 2015 przez szefa kancelarii poprzedniego rządu Jacka Cichockiego.

###### Podkomisja KBWLLP
Rozporządzeniem ministra obrony narodowej Antoniego Macierewicza z 4 lutego 2016 powołana została Podkomisja ds. Ponownego Zbadania Wypadku Lotniczego pod Smoleńskiem, utworzona przy Komisji Badania Wypadków Lotniczych Lotnictwa Państwowego. Przewodniczącym został Wacław Berczyński.
11 kwietnia 2018 Podkomisja KBWLLP zaprezentowała Raport Techniczny stwierdzający wiele nieprawidłowości, które złożyły się na katastrofę. Należał do nich nie poddany kontroli remont samolotu w zakładach oligarchy Deripaski w Samarze w Rosji, sposób przygotowania oficjalnej delegacji rządowej do Katynia, świadome fałszywe naprowadzenie samolotu przez rosyjskich kontrolerów lotu oraz eksplozje, które ostatecznie zniszczyły samolot. We wstępie raportu zwrócono uwagę na zasadnicze błędy raportów Anodiny oraz raportu komisji Jerzego Millera z 2011 i unieważniona została kwalifikacja przyczyny jako błąd pilota (CFIT).
Według podkomisji główną przyczyną katastrofy był wybuch niszczący fragment lewej części centropłata, wraz z przednim dźwigarem i żebrami. Rozsadził on trzecią salonkę zabijając wszystkich jej pasażerów. Ich szczątki zostały rozrzucone na całej długości wrakowiska. Równocześnie fala detonacyjna wysadziła lewe drzwi pasażerskie, które wbiły się na metr w ziemię, a tysiące fragmentów kuchni zostały rozproszone na 1/3 obszaru katastrofy. Fala detonacyjna idąca w kierunku ogona rozerwała fragment kadłuba, a wywinięcie lewej i prawej burty wraz z dachem na zewnątrz konstrukcji wskazuje na to, że wybuch nastąpił od wewnątrz. Śladem przemieszczania się w kierunku ogona fali wybuchowej wyrwany został na zewnątrz, wzdłuż lewej burty, panel przypodłogowy.
Według Podkomisji Raport Techniczny jest raportem cząstkowym i po anulowaniu ustaleń Raportu Millera z 2011 brak jest oficjalnego stanowiska państwa polskiego w sprawie katastrofy smoleńskiej do czasu podania raportu końcowego Podkomisji KBWLLP.
30 listopada 2020 r. podkomisja oficjalnie zakończyła prace, a 3 grudnia 2020 r. na stronie www podkomisji został upubliczniony materiał multimedialny, wizualizujący prezentowane stanowisko podkomisji nt. przebiegu katastrofy i jej przyczyn.
23 grudnia 2021 Ministerstwo Obrony Narodowej poinformowało, realizując wyrok WSA w Warszawie w sprawie z wniosku senatora Krzysztofa Brejzy, że łączny koszt prac Komisji w okresie do 24 lutego 2021 wyniósł niecałe 23 miliony złotych. Podkomisja zleciła między innymi badanie przyczyn i wykonanie symulacji katastrofy amerykańskiemu instytutowi NIAR (National Institute for Aviation Research) z Uniwersytetu Wichita, którego koszt wyniósł prawie 8 milionów zł.
13 kwietnia 2022 podkomisja KBWLLP opublikowała raport końcowy stwierdzający, że: „prawdziwą przyczyną katastrofy smoleńskiej były dwie eksplozje w końcowej fazie lotu. Pierwsza miała miejsce ponad 100 metrów przed miejscem, gdzie rosła brzoza na działce N. Bodina. Piloci konsekwentnie począwszy od pierwszej godziny lotu zapowiadali odejście w automacie w razie braku możliwości lądowania na skutek złej pogody. Zgodnie z zapowiedzią rozpoczęli realizację tego planu uzgodniwszy go przedtem z rosyjskimi kontrolerami lotu. Fałszywe naprowadzanie samolotu przez rosyjskich kontrolerów lotu, którzy w ostatniej fazie systematycznie przekazywali nieprawdziwe dane dotyczące odległości od pasa i kursu utrudniło pracę pilotów. Piloci jednak nie popełnili żadnego błędu i we właściwym czasie podjęli decyzję o odejściu na drugi krąg.” Niemniej samolot nie zareagował na ruch wolantu z powodu nie działającej już całej instalacji elektrycznej.
We wrześniu 2022 Wojciech Czuchnowski opublikował na łamach Gazety Wyborczej artykuł, w którym wykazał, że podkomisja w swoim raporcie potraktowała wybiórczo i zmanipulowała ustalenia instytutu NIAR, prezentowanego jako kluczowy dowód, raport ten potwierdza zderzenie samolotu z drzewami i urwanie części skrzydła na skutek zderzenia z brzozą, a nie wybuchu, jak zaprezentowała podkomisja. W audycji TVN24 wypowiadali się eksperci, biorący udział w pracach podkomisji, twierdzący, że niewygodne dowody w raporcie zostały przemilczane albo zinterpretowane niezgodnie z treścią. Między innymi Mirosław Tarasiński zaprzeczył, aby dokonał identyfikacji dźwięku wybuchu, jaki miał być zawarty w raporcie. Według ustaleń dziennikarskich, podkomisja pominęła co najmniej cztery zamówione ekspertyzy zagranicznych podmiotów, które nie potwierdzały teorii zamachu, oraz usuwała ze swego składu członków, którzy nie zgadzali się z jej wersją.
Decyzją ministra obrony Władysława Kosiniak-Kamysza 15 grudnia 2023 podkomisja została zlikwidowana, a jej przewodniczący Antoni Macierewicz został zobowiązany do zakończenia prac podkomisji, a także przekazania materiałów z jej prac, w tym również niejawnych, do Komisji Badania Wypadków Lotniczych Lotnictwa Państwowego. 24 października 2024 MON przedstawiło raport zespołu badającego prace podkomisji, który negatywnie ocenił jej działanie we wszystkich badanych aspektach, tj. gospodarności, legalności, celowości oraz rzetelności. Na jego podstawie zapowiedziało złożenie do prokuratury 41 zawiadomień. W związku z wnioskami raportu, 25 października 2024, współprzewodniczący Nowej Lewicy, Włodzimierz Czarzasty, złożył wniosek do prezydenta RP Andrzeja Dudy, o pozbawienie Antoniego Macierewicza Orderu Orła Białego.

##### Najwyższa Izba Kontroli
Od 6 grudnia 2010 do 1 grudnia 2011 Najwyższa Izba Kontroli przeprowadziła kontrolę kompleksową organizacji lotów i zapewnienia bezpieczeństwa osobom zajmującym kierownicze stanowiska w państwie, korzystającym z lotnictwa transportowego Sił Zbrojnych RP w latach 2005–2010 (oznaczoną nr I/10/001). Kontrolą objęto Kancelarię Prezesa Rady Ministrów, MON, MSZ, MSWiA, Dowództwo Sił Powietrznych, 36 Specjalny Pułk Lotnictwa Transportowego oraz BOR; dodatkowych informacji zasięgano m.in. w Kancelarii Prezydenta, Kancelarii Sejmu i Kancelarii Senatu.
Informacja o wynikach kontroli wraz z omówieniem prasowym została opublikowana na stronach internetowych NIK 9 marca 2012. Z dokumentu wynikało, że wyjazdy najważniejszych osób w państwie, korzystających z lotnictwa transportowego Sił Zbrojnych RP, były w latach 2005–2010 organizowane w sposób, który nie gwarantował należytego poziomu bezpieczeństwa. Brakowało spójnego systemu procedur, a istniejące przepisy były w wielu wypadkach lekceważone, czego przykładem był lot z 10 kwietnia 2010 roku, który w myśl obowiązującego w Polsce prawa w ogóle nie powinien się odbyć. Ponadto NIK opublikowała na swoich stronach wystąpienia pokontrolne, kierowane do poszczególnych podmiotów kontrolowanych. NIK oceniła negatywnie wywiązywanie się przez Szefa KPRM i KPRM z nałożonych obowiązków, z wyjątkiem organizacji wyjazdów premiera i wicepremierów, które oceniono pozytywnie. Negatywnie została również oceniona działalność pozostałych podmiotów kontrolowanych – 36 Specjalnego Pułku Lotnictwa Transportowego, Dowództwa Sił Powietrznych, MON oraz MSZ. Wystąpienia pokontrolne kierowane do BOR i MSWiA pozostały niejawne.

#### Inne postępowania rosyjskie

##### Specjalna komisja rządowa
10 kwietnia 2010 premier Władimir Putin zatwierdził skład specjalnej komisji rządowej do zbadania przyczyn katastrofy. Jej wiceprzewodniczącymi zostali: wicepremier Rosji gen. Siergiej Iwanow, minister ds. sytuacji nadzwyczajnych gen. Siergiej Szojgu oraz gen. lotn. Tatjana Anodina, a członkami – minister transportu Igor Lewitin, minister zdrowia Tatjana Golikowa, minister spraw zagranicznych Siergiej Ławrow, minister spraw wewnętrznych gen. Raszyd Nurgalijew, pierwszy zastępca prokuratora generalnego gen. Aleksandr Bastrykin, gubernator obwodu smoleńskiego Siergiej Antufjew, szef Federalnej Agencji Transportu Lotniczego (Rosawiacja) Aleksandr Nieradźko, szef Federalnej Służby Nadzoru Transportu (Rostransnadzor) Giennadij Kurzienkow, dyrektor Departamentu Przemysłu i Infrastruktury Rządu Federacji Rosyjskiej Maksim Sokołow, dowódca rosyjskich Sił Powietrznych gen. Aleksandr Zielin i prezes koncernu lotniczego Tupolew Aleksandr Bobryszew.

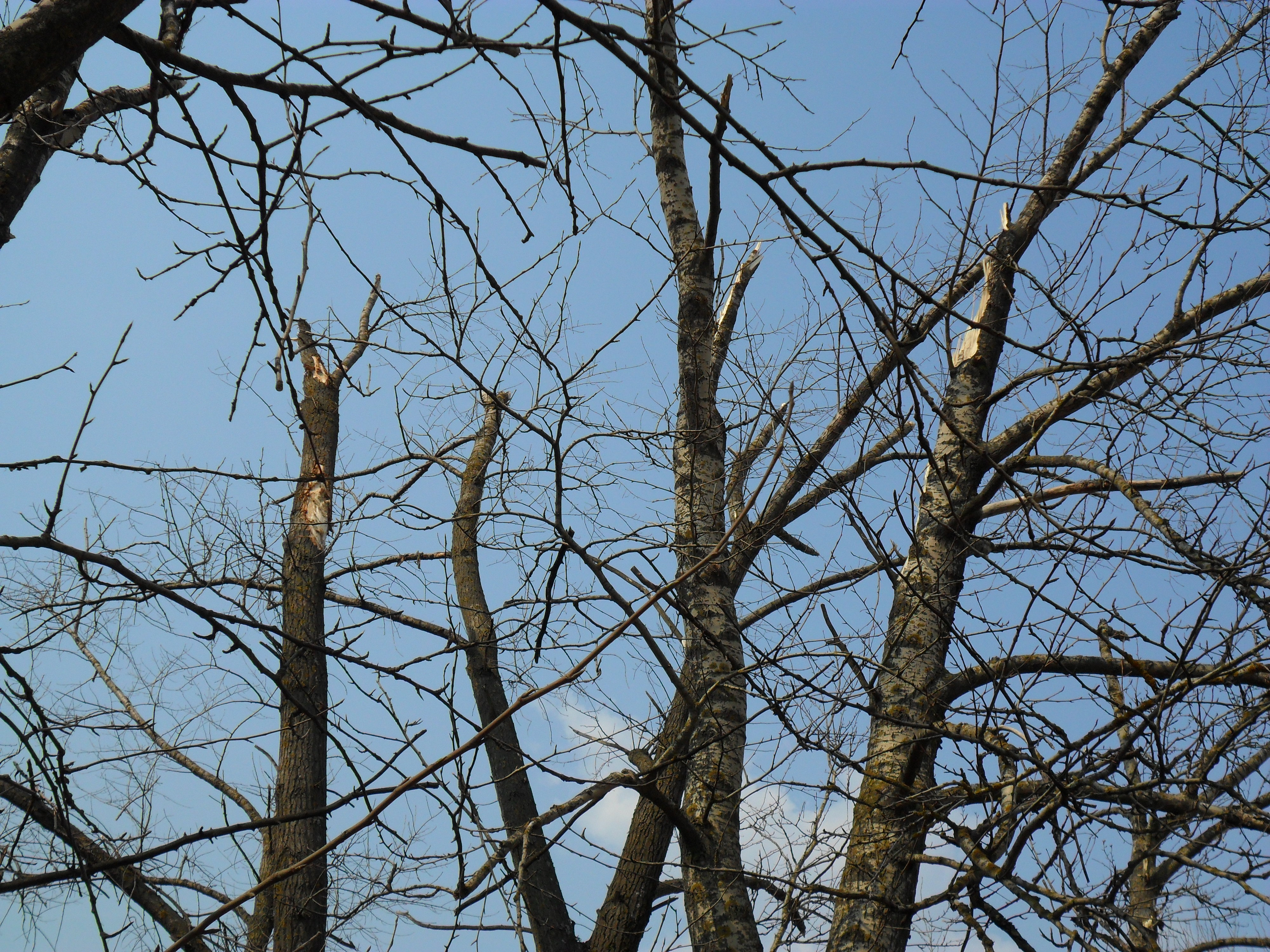
Uszkodzone drzewa na trasie lotu (13 kwietnia 2010)

13 kwietnia 2010 rosyjska komisja rządowa poinformowała, że zaczęto podnosić szczątki wraku Tu-154M; wykonano dokładne szkice miejsca katastrofy oraz lotnicze zdjęcia lotniska Siewiernyj i okolic. Tego samego dnia premier Władimir Putin scedował kierownictwo badaniami technicznymi i koordynację współpracy organizacji rosyjskich i zagranicznych na gen. lotn. Tatianę Anodinę, przewodniczącą Międzypaństwowego Komitetu Lotniczego (MAK) i wiceprzewodniczącą specjalnej rosyjskiej komisji rządowej; zarządzenie Władimira Putina określiło, że badanie katastrofy powinno być prowadzone zgodnie z Załącznikiem 13 do Konwencji chicagowskiej z 1944 roku o lotnictwie cywilnym. Ta decyzja została zaaprobowana przez rząd Rzeczypospolitej Polskiej. 13 kwietnia 2010 Tatiana Anodina, w porozumieniu z Ministerstwem Obrony RP, wydała rozporządzenie powołujące Komisję Techniczną do zbadania przyczyn katastrofy; jej przewodniczącym został Aleksiej N. Morozow, wiceprzewodniczący MAK, a wiceprzewodniczącym W.W. Soroczenko, zastępca Szefa Służby Bezpieczeństwa Lotów Lotnictwa Sił Zbrojnych Federacji Rosyjskiej.
24 kwietnia 2010 wiceprzewodniczący rosyjskiej komisji rządowej, wicepremier Siergiej Iwanow, zadeklarował, że Rosja przekaże Polsce wszystkie dane dotyczące katastrofy, a 7 lipca 2010 oświadczył, że Rosja przekazała stronie polskiej wszystkie dostępne dokumenty dotyczące badań w sprawie katastrofy.
15 stycznia 2011 poinformowano, że w związku z zakończeniem prac Komisji Technicznej MAK rosyjska komisja rządowa zakończyła prace i jej materiały przekazano do Komitetu Śledczego Federacji Rosyjskiej.

##### Wspólna komisja MAK i rosyjskiego Ministerstwa Obrony
10 kwietnia 2010 powstała wspólna komisja Międzypaństwowego Komitetu Lotniczego (MAK) i rosyjskiego Ministerstwa Obrony do zbadania przyczyn katastrofy. W dniach 14–19 kwietnia 2010 zebrane szczątki samolotu Tu-154M przetransportowano na płytę lotniska Siewiernyj, gdzie ułożono je na wolnym powietrzu w skali rzeczywistej; nad szczątkami samolotu podjęła prace Komisja Techniczna MAK.
15 kwietnia 2010 eksperci rosyjscy przeprowadzili tzw. techniczny oblot lotniska w Smoleńsku; polskim ekspertom nie pozwolono siedzieć przy stanowiskach dowodzenia „ze względów bezpieczeństwa”, a wyników oblotu nigdy formalnie nie przekazano stronie polskiej.
19 maja 2010 gen. lotn. Tatjana Anodina, przewodnicząca Międzypaństwowego Komitetu Lotniczego, i Aleksiej Morozow, szef Komisji Technicznej MAK, oświadczyli na konferencji prasowej w Moskwie, że w czasie lotu w kokpicie rozlegały się głosy osób innych niż załoga (23 maja 2010 Edmund Klich stwierdził, że był wśród nich gen. Andrzej Błasik); stwierdzili, że dochodzenie prowadzone przez MAK wykluczyło, by w czasie lotu doszło do awarii sprzętu lotniczego, pożaru, wybuchu czy zamachu terrorystycznego. System TAWS, ostrzegający o przeszkodach terenowych, zadziałał na 18 sekund przed zderzeniem z przeszkodą, które zapoczątkowało niszczenie konstrukcji maszyny. Autopilot został wyłączony na 5 sekund (w tzw. kanale podłużnym) i na 4 sekundy (tzw. automatyczny ciąg) przed kolizją z drzewem. W trakcie podchodzenia do lądowania załoga nie miała aktualnych danych aeronawigacyjnych dla lotniska Siewiernyj, w tym aktualnych NOTAM. Komisja uznała, że identyczne były środki do zabezpieczenia lotniska w Smoleńsku 7 kwietnia, na przyjęcie samolotów z premierami Rosji Władimirem Putinem i Polski Donaldem Tuskiem, i 10 kwietnia – gdy miał tam lądować samolot z prezydentem Lechem Kaczyńskim. Anodina oświadczyła, że kwestia ewentualnego wywierania wpływu na załogę musi być jeszcze zbadana. Stwierdziła, że jeżeli Władimir Putin podejmie stosowną decyzję, kopie nagrań z czarnych skrzynek mogą zostać przekazane Polsce.
20 października 2010 MAK przekazał stronie polskiej projekt raportu końcowego na temat katastrofy, zawierający 72 wnioski dotyczące pośrednich i bezpośrednich przyczyn katastrofy oraz 7 rekomendacji dla cywilnych służb lotniczych; projekt raportu nie został upubliczniony.

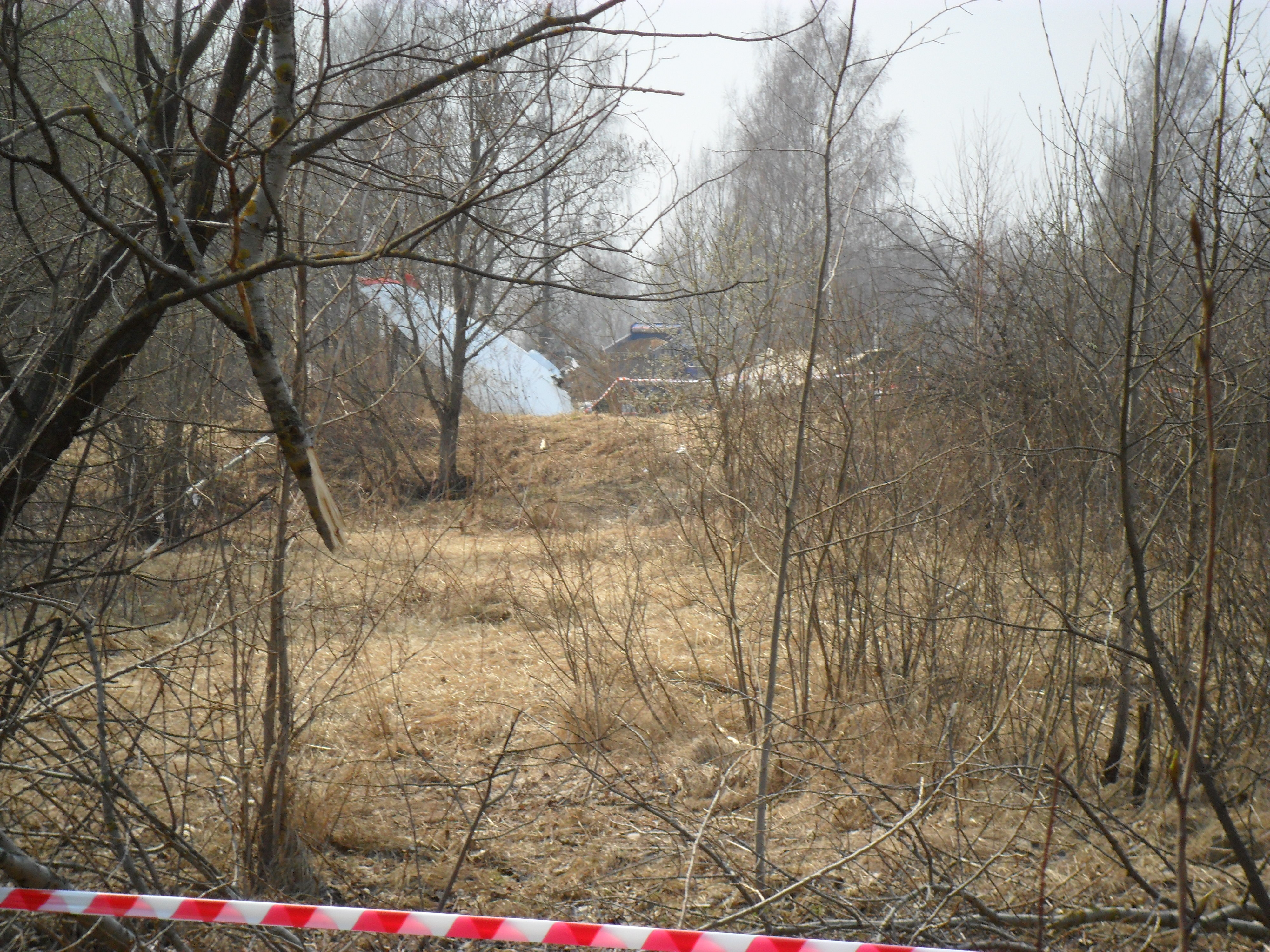
Miejsce katastrofy (13 kwietnia 2010)

12 stycznia 2011 MAK podczas konferencji prasowej upublicznił końcową wersję swojego raportu; tego samego dnia raport został przekazany stronie polskiej. Według tego raportu bezpośrednią przyczyną katastrofy były:
- brak decyzji załogi o udaniu się na zapasowe miejsce lądowania, pomimo że wielokrotnie i z różnych źródeł była informowana o złych warunkach pogodowych panujących na lotnisku Siewiernyj w Smoleńsku. Warunki meteorologiczne były zdecydowanie gorsze niż minimalne pozwalające na lądowanie;
- zejście poniżej minimalnej wysokości nalotu (100 m) mimo braku kontaktu wzrokowego z naziemnymi punktami odniesienia;
- brak reakcji i wymaganych działań na kolejne ostrzeżenia systemu TAWS;
- obecność w kokpicie maszyny dowódcy Sił Powietrznych RP, co w opinii psychologów i ekspertów lotniczych wywierało presję psychiczną na pilotów i podjęcie przez nich decyzji lądowania „za wszelką cenę” w warunkach nieuzasadnionego ryzyka.

Wraz z raportem końcowym w dniu 12 stycznia 2011 na stronach internetowych MAK opublikowano również uwagi strony polskiej do projektu raportu końcowego MAK, przekazane 16 grudnia 2010 przez stronę polską i będące integralną częścią raportu końcowego MAK. W polskich uwagach wskazano m.in. na błędy popełnione przez kontrolerów lotów, zły stan techniczny lotniska, niezapewniający bezpieczeństwa lotów, i na opóźnione rozpoczęcie akcji ratowniczej na miejscu katastrofy. W dokumencie tym strona polska zwróciła się o ponowne sformułowanie przyczyn i okoliczności katastrofy oraz zaleceń profilaktycznych po uwzględnieniu wszystkich czynników mających wpływ na zaistnienie wypadku; zwracała uwagę, że niektóre stwierdzenia zawarte w raporcie nie znajdowały potwierdzenia w faktach lub nie były wystarczająco uzasadnione w analizie.

### Koordynacja działań zmierzających do wyjaśnienia przyczyn katastrofy
Niezależnie od prowadzonych po stronie polskiej postępowań, administracja rządowa oraz parlament utworzyły własne zespoły koordynujące działania dotyczące ustalenia przyczyn katastrofy.

#### Międzyresortowy zespół ds. koordynacji działań podejmowanych ...
Zarządzeniem z 11 kwietnia 2010 Prezes Rady Ministrów utworzył Międzyresortowy zespół do spraw koordynacji działań podejmowanych w związku z tragicznym wypadkiem lotniczym pod Smoleńskiem, będący jego organem pomocniczym. Jako zadania zespołu wskazano koordynację lub nadzór nad działaniami dotyczącymi ustalenia przyczyn katastrofy, udzielania pomocy rodzinom ofiar katastrofy, organizacji uroczystości pogrzebowych ofiar oraz funkcjonowania administracji publicznej.
W skład zespołu weszli: prezes Rady Ministrów Donald Tusk (przewodniczący), wiceprezes Rady Ministrów Waldemar Pawlak (wiceprzewodniczący) oraz członkowie – minister obrony narodowej Bogdan Klich, minister sprawiedliwości Krzysztof Kwiatkowski, minister spraw wewnętrznych i administracji Jerzy Miller, minister spraw zagranicznych Radosław Sikorski, minister – członek Rady Ministrów Michał Boni oraz szef Kancelarii Prezesa Rady Ministrów Tomasz Arabski.

#### Zespół parlamentarny ds. zbadania przyczyn katastrofy
Treść tej sekcji może nie być zgodna z zasadami neutralnego punktu widzenia.
Dokładniejsze informacje o tym, co należy poprawić, być może znajdują się w dyskusji tej sekcji.
 Po wyeliminowaniu niedoskonałości należy usunąć szablon {{Dopracować}} z tej sekcji.
8 lipca 2010 posłowie i senatorowie Prawa i Sprawiedliwości utworzyli Zespół Parlamentarny ds. Zbadania Przyczyn Katastrofy Tu-154M z 10 kwietnia 2010 r., którego przewodniczącym został Antoni Macierewicz. Zadaniem tego zespołu jest koordynowanie działań obu izb parlamentu zmierzających do wyjaśnienia przyczyn i okoliczności katastrofy. Efekty pracy zespół parlamentarny publikuje na własnej stronie znajdującej się w domenie sejm.gov.pl.
W dniach 29–30 czerwca 2011 zespół zaprezentował na konferencjach prasowych z udziałem Jarosława Kaczyńskiego tzw. „Białą Księgę Smoleńskiej Tragedii”, liczący ok. 170 stron wybór dokumentów, który został opublikowany na sejmowych stronach Zespołu. W „Białej Księdze” sformułowano 19 wniosków wskazujących na przyczyny katastrofy leżące po stronie polskiej i rosyjskiej.
Dnia 28 marca 2012 odbyło się wysłuchanie publiczne w Parlamencie Europejskim w Brukseli obejmujące prezentację ustaleń ekspertów zaproszonych przez Zespół parlamentarny do zbadania przyczyn katastrofy. Ekspertami tymi byli:
- prof. dr Wiesław Binienda – dziekan Wydziału Inżynierii Cywilnej w Kolegium Inżynierii University of Akron;
- dr Kazimierz Nowaczyk – fizyk z University of Maryland w Baltimore;
- dr inż. Grzegorz Szuladziński, australijski naukowiec, autor książek z dziedziny dynamiki maszyn i konstrukcji inżynierskich oraz zderzeń[177], specjalista w zakresie działania materiałów wybuchowych.

Eksperci Zespołu zanegowali tezę, iż bezpośrednią przyczyną katastrofy było zderzenie z przeszkodą. Wiesław Binienda na podstawie przeprowadzonej symulacji komputerowej za pomocą programu symulacyjnego LS-DYNA stwierdził, że nawet gdyby samolot Tu-154 zaczepił o tzw. „brzozę smoleńską”, nie straciłby w wyniku tego zderzenia fragmentu skrzydła, gdyż według jego wniosków na podstawie symulacji w każdym badanym przypadku skrzydło przecięłoby brzozę bez uszczerbku dla jego siły nośnej. Według analizy Grzegorza Szuladzińskiego w ostatniej fazie lotu doszło do dwóch wybuchów – najpierw z lewej strony, w którego wyniku samolot miał stracić część lewego skrzydła, a następnie wewnątrz kadłuba. Według ekspertów Zespołu maszyny pracujące na pokładzie tupolewa uległy awarii przed kontaktem samolotu z ziemią.
4 kwietnia 2012 hipoteza Grzegorza Szuladzińskiego na temat dwufazowej destrukcji samolotu w powietrzu w wyniku wybuchów została zaprezentowana w czasie posiedzenia Zespołu parlamentarnego w Sejmie, a 16 maja 2012 opublikowano jego raport na ten temat, w którym stwierdzono m.in., że samo lądowanie (czy upadek) w terenie zadrzewionym, wszystko jedno jak niekorzystne i pod jakim kątem, nie mogło w żadnym wypadku spowodować takiego rozczłonkowania konstrukcji, które zostało udokumentowane. Według raportu Grzegorza Szuladzińskiego najważniejszą przyczyną katastrofy były wybuchy w czasie podejścia do lądowania, które zapoczątkowały destrukcję samolotu jeszcze w powietrzu; świadczyć ma o tym m.in. duża liczba odłamków na miejscu katastrofy, które zgodnie z ekspertyzą nie mogły powstać w inny sposób niż w wyniku eksplozji. W raporcie zwrócono uwagę, że w niektórych odłamkach widać otwory po nitach, co według Grzegorza Szuladzińskiego czyni mało prawdopodobnym ich powstanie wskutek działania sił stycznych do poszycia.
W lipcu 2012 roku Zespół złożył zawiadomienie o możliwości popełnienia przestępstwa przez Jerzego Millera oraz członków Komisji Badania Wypadków Lotniczych Lotnictwa Państwowego (KBWLLP). W uzasadnieniu zawiadomienia stwierdzono, że odczyt parametrów ze wskaźników widocznych na wizualizacji ostatnich minut lotu tupolewa, dołączonej we wrześniu 2011 roku do raportu KBWLLP, jest według Zespołu sprzeczny z wnioskami raportu i z animacją będącą częścią wizualizacji. Według Zespołu samolot nie mógł utracić fragmentu lewego skrzydła w wyniku kolizji z brzozą, ponieważ w momencie przelotu nad nią znajdował się na wysokości 18,6 metra ponad ziemią, co według treści zawiadomienia wynika z parametrów opublikowanych w wizualizacji KBWLLP.
W sierpniu 2012 roku Zespół upublicznił raport zatytułowany „28 miesięcy po Smoleńsku”, a 10 września 2012 jego tekst został opublikowany na sejmowych stronach Zespołu. W opracowaniu przedstawiono najważniejsze kwestie, którymi Zespół zajmował się przez dwa i pół roku: przygotowania do wizyty, przebieg katastrofy i wydarzenia, które nastąpiły po niej.
31 października na konferencji w Sejmie przewodniczącego Zespołu Parlamentarnego Antoniego Macierewicza z udziałem Stanisława Zagrodzkiego, kuzyna Ewy Bąkowskiej, zaprezentowano wstępne wyniki badań laboratoryjnych fragmentu jej ubioru i pasa bezpieczeństwa fotela TU-154, które to S. Zagrodzki pozyskał w Moskwie przy okazji identyfikacji zwłok w dniu 14 kwietnia 2010 Ekspertyzy przeprowadzono w placówce uniwersyteckiej w USA. Trzy próby fragmentu pasa, przeprowadzone dwukrotnie w ciągu 24 godzin wykazały obecność trotylu.
10 kwietnia 2013, w trzecią rocznicę katastrofy, Zespół zaprezentował raport dotyczący katastrofy, przedstawiając hipotezy sugerujące, iż wybuch był przyczyną katastrofy. W raporcie m.in. stwierdzone jest, że według danych MSL „samolot jeszcze przed szosą Kutuzowa znajdował się na bezpiecznej wysokości ponad 30 metrów nad poziomem pasa”, wnioskując, iż samolot nie uderzył w brzozę. Raport ten został ostro skrytykowany m.in. przez szefa Państwowej Komisji Badań Wypadków Lotniczych, prof. Pawła Artymowicza oraz redaktorów naczelnych „Przeglądu Lotniczego”, którzy stwierdzili, że przedstawione tezy „nie są zgodne z wiedzą naukową na poziomie liceum”.

### Inne badania naukowe przebiegu katastrofy
Katastrofa smoleńska stała się tematem badań naukowych prowadzonych przez przedstawicieli nauk technicznych i nauk ścisłych. Podjął je m.in. Paweł Artymowicz. 28 maja 2012 w Kazimierzu Dolnym odbyła się sesja naukowa zorganizowana przez Polskie Towarzystwo Mechaniki Teoretycznej i Stosowanej, podczas której trwały długie dyskusje na temat różnych naukowych aspektów katastrofy. W trakcie sesji niektórzy uczestnicy dyskusji namawiali członków Komisji Badania Wypadków Lotniczych Lotnictwa Państwowego (KBWLLP) do przedyskutowania swoich wyników ze współpracownikami Zespołu parlamentarnego ds. zbadania przyczyn katastrofy, lecz spotkało się to ze zdecydowaną odmową. Argumentem był brak dostępu do pełnych zapisów rejestratora parametrów lotu (FDR) przez kogokolwiek poza MAK, KBWLLP i prokuraturą. W związku z tym stwierdzono, że badania ekspertów Zespołu nie są oparte na ścisłych danych ani na właściwej metodologii.
W dniach 22 i 23 października 2012, w Warszawie, na Uniwersytecie Kardynała Stefana Wyszyńskiego odbywała się konferencja naukowa mająca na celu stworzenie forum dla przedstawienia interdyscyplinarnych badań dotyczących mechaniki lotu i zniszczenia samolotu Tu-154M. Uczestniczyło w niej ponad 100 akademików z polskich i zagranicznych uczelni technicznych. W składzie komitetu organizacyjnego konferencji byli dr hab. inż. Piotr Witakowski (przewodniczący), prof. Andrzej Wiśniewski (wiceprzewodniczący), dr hab. inż. Paweł Staszewski (skarbnik), dr hab. Jerzy Urbanowicz (sekretarz), Chris Cieszewski (kontakty zagraniczne) oraz dr inż. Wojciech Biliński (sprawy wydawnicze). Przewodniczącym komitetu naukowego konferencji był prof. Tadeusz Kaczorek, wiceprzewodniczącym prof. Jacek Rońda, członkami prezydium profesorowie Kazimierz Flaga, Robert Gałązka, Lucjan Piela i Piotr Witakowski, a członkami honorowymi profesorowie Janusz Turowski i Jan Węglarz. Konferencja odbywała się za zamkniętymi drzwiami, jednak transmitowano ją w internecie.
Jednym z celów konferencji była próba wykonania tzw. zadania odwrotnego, czyli ustalenia położenia samolotu i prędkości jego szczątków w momencie zdefragmentowania na podstawie dokumentacji technicznej maszyny oraz dokumentacji fotograficznej szczątków i ich usytuowania na wrakowisku. Niektórzy z naukowców przedstawili teorie, iż na pokładzie samolotu nastąpił wybuch, oraz twierdzili, że ich wyniki badań nie zgadzają się z raportem MAK.
Kolejne edycje Konferencji Smoleńskiej zostały zorganizowane w październiku 2013 i 2014 roku, a także w listopadzie 2015.

### Kontrowersje związane z badaniem przyczyn katastrofy

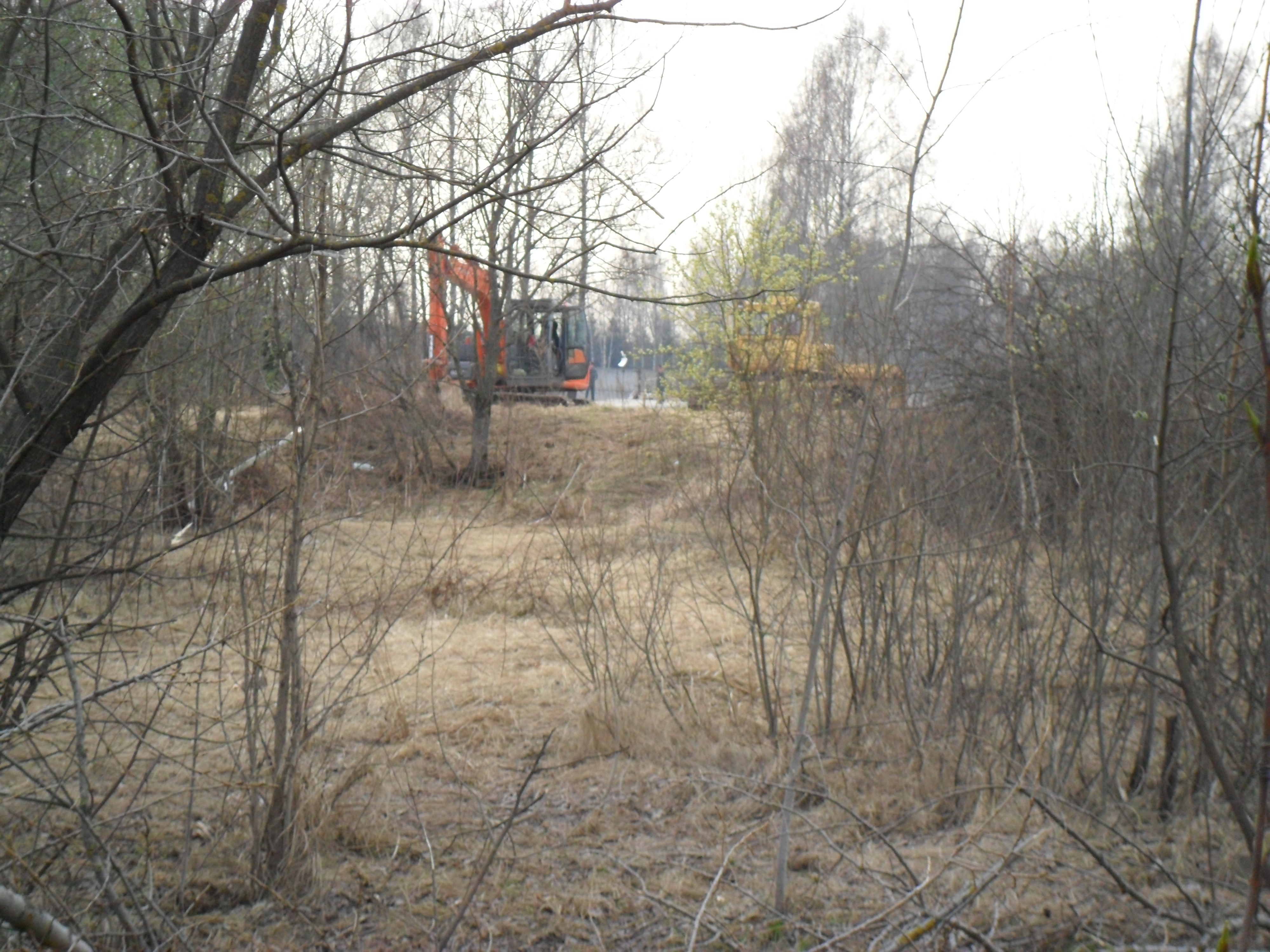
Maszyny do robót ziemnych pracujące na miejscu katastrofy (16 kwietnia 2010)

Po rozpoczęciu śledztwa pojawiły się krytyczne głosy, że rząd polski wyraził zgodę na badanie katastrofy przez stronę rosyjską na podstawie Konwencji chicagowskiej z 1944 roku o lotnictwie cywilnym, a nie wspólnie przez właściwe organy polskie i rosyjskie na podstawie art. 11 Porozumienia między Ministerstwem Obrony RP a Ministerstwem Obrony Narodowej Federacji Rosyjskiej w sprawie zasad wzajemnego ruchu lotniczego wojskowych statków powietrznych RP i Federacji Rosyjskiej w przestrzeni powietrznej obu państw z 7 lipca 1993; powstały rozbieżne opinie prawne na ten temat. Utworzono Ruch 10 Kwietnia, zainicjowany przez kilka organizacji społecznych i instytucji, domagający się powołania międzynarodowej komisji do zbadania przyczyn katastrofy. 25 maja 2010 grupa rosyjskich dysydentów, w tym Władimir Bukowski i Natalia Gorbaniewska, wyraziła zaniepokojenie przebiegiem śledztwa. 30 czerwca 2010 członek amerykańskiej Izby Reprezentantów z Nowego Jorku Peter T. King zgłosił projekt rezolucji wzywającej do przeprowadzenia niezależnego, międzynarodowego dochodzenia w sprawie katastrofy (111th Congress, H.RES.1489.IH). W 2010 roku Stowarzyszenie Rodzin Katyń 2010, skupiające część rodzin ofiar, zebrało ponad 300 tys. podpisów pod petycją do polskich władz w sprawie powołania międzynarodowej komisji; w 2011 roku liczba podpisów wzrosła do ponad 400 tys. i petycja została skierowana również do Parlamentu Europejskiego, który 24 kwietnia 2012 podjął decyzję, że nie będzie jej rozpatrywać. W maju 2012 roku polski rząd został wezwany do wszczęcia niezależnego, międzynarodowego śledztwa w sprawie katastrofy w uchwale podjętej przez Radę Dyrektorów Kongresu Polonii Amerykańskiej.
Media zwracały uwagę na złe zabezpieczenie miejsca katastrofy, co doprowadziło do przejęcia części niewielkich szczątków samolotu i przedmiotów należących do ofiar przez osoby prywatne i do pokątnego handlu tymi elementami.
Kontrowersje wzbudził sposób postępowania strony rosyjskiej z wrakiem samolotu, będącym jednym z dowodów rzeczowych w śledztwie. 21 września 2010 Telewizja Polska wyemitowała niepublikowane wcześniej materiały filmowe, na których podstawie wszczęto w Polsce śledztwo w sprawie niszczenia wraku; zarejestrowano na nich, jak w trakcie akcji zabezpieczania szczątków samolotu na miejscu katastrofy w kwietniu 2010 roku rosyjscy funkcjonariusze tną części wraku piłami elektrycznymi; jedno z ocalałych okien samolotu zostało wybite łomem. W późniejszym okresie szczątki samolotu składowano na wolnym powietrzu, gdzie niszczały.
W marcu 2012 roku grupa 18 naukowców Uniwersytetu Warszawskiego skrytykowała w liście otwartym dotychczasowe badania katastrofy (nieprzedstawienie wyników badań kinematycznych i laboratoryjnych, ogłaszanie domniemań, według sygnatariuszy listu „nawet bez żadnych podstaw”) i poinformowała, że „grupa inicjatywna profesorów mechaniki i fizyki z całej Polski poszukuje jak najszerszego poparcia profesorów i doktorów habilitowanych z zakresu nauk technicznych i ścisłych w celu intensyfikacji badania katastrofy metodami naukowymi”.
Zastrzeżenia wzbudziły również doniesienia o umyciu przez Rosjan wraku.

## Upublicznienie stenogramów zapisów rejestratorów danych i rozmów kontrolerów lotów
1 czerwca 2010 na stronach internetowych polskiego Ministerstwa Spraw Wewnętrznych i Administracji opublikowano stenogramy zapisów jednego z dwóch rejestratorów katastroficznych samolotu (rejestratora dźwięku MARS-BM), sporządzone 2 maja i przekazane 31 maja przez stronę rosyjską. Według ujawnionego stenogramu, obejmującego ok. 38 minut rozmów, rejestrator dźwięku zakończył pracę o godz. 10:41:05,4 czasu moskiewskiego. Upublicznienie stenogramów nastąpiło na podstawie decyzji politycznej Władimira Putina i Donalda Tuska; 31 maja 2010 strony polska i rosyjska podpisały w tej sprawie memorandum, którego treść nie została udostępniona mediom.
Zapisy parametrów lotu zarejestrowane przez rejestrator eksploatacyjny ATM-QAR, którą deszyfrowano w kwietniu 2010 roku w Instytucie Technicznym Wojsk Lotniczych w Warszawie, pozostały utajnione (był to tzw. rejestrator szybkiego dostępu wyprodukowany w Polsce; na początku maja oryginał urządzenia odesłano wraz z analizą do Rosji).
W 2010 roku nie upubliczniono również nagrań rozmów kontrolerów lotów, obejmujących rozmowy telefoniczne, korespondencję radiową oraz rozmowy pomiędzy osobami na stanowisku dowodzenia, przekazanych w kwietniu 2010 roku przez stronę rosyjską Komisji Badania Wypadków Lotniczych Lotnictwa Państwowego (KBWLLP).
Upublicznienie rozmów prowadzonych na stanowisku dowodzenia nastąpiło w dniu 18 stycznia 2011, po opublikowaniu raportu końcowego MAK i polskich uwag do tego raportu. Rozmowy kontrolerów upubliczniła najpierw polska Komisja Badania Wypadków Lotniczych Lotnictwa Państwowego (KBWLLP), a w kilka godzin później MAK.
5 września 2011 nowe wersje stenogramów rozmów załogi i kontrolerów lotów zostały upublicznione przez KBWLLP w tzw. „Protokole z badania zdarzenia lotniczego nr 192/2010/11”, opublikowanym na stronach KBWLLP i MSWiA.
16 stycznia 2012 polscy prokuratorzy wojskowi zaprezentowali na konferencji prasowej złożoną do akt śledztwa opinię biegłych z krakowskiego Instytutu Ekspertyz Sądowych, zawierającą nową wersję odczytu czarnej skrzynki Tu-154M.
7 kwietnia 2015 dziennikarze RMF FM opublikowali informację o kolejnym odczycie zapisu rozmów w kokpicie samolotu, mający zawierać o 1/3 więcej treści.

## Kradzieże na miejscu katastrofy
W dniach 10–12 kwietnia 2010 czterej żołnierze rosyjskich Sił Powietrznych z lotniska Siewiernyj dokonali kradzieży pieniędzy na kwotę 60 345 rubli (ok. 6 tys. złotych) z konta jednej z ofiar, Andrzeja Przewoźnika, posługując się jego kartami bankowymi, na których znajdowały się środki na ponad 379 tys. rubli (ok. 38 tys. złotych) znalezionymi na miejscu katastrofy. Przestępcy początkowo chcieli wypłacić całą kwotę z kart, ale ze względu na ustalony limit wypłat gotówki nie udało się tego dokonać. Łącznie dokonano 3 transakcji na terenie Smoleńska. Zostali oni postawieni w stan oskarżenia i przyznali się do winy; odrębne śledztwa w tej sprawie prowadziły prokuratura polska i rosyjska przy współpracy polskiej Agencji Bezpieczeństwa Wewnętrznego.
Ponadto rodziny ofiar lub ich pełnomocnicy zgłaszali zaginięcie niektórych cennych przedmiotów. Rodzina Janusza Kochanowskiego zwróciła uwagę na zaginięcie telefonu komórkowego (oddano jej jednak inne przedmioty, np. wizytówki). Pełnomocnik rodziny Szczygłów wskazał, że rodzinie nie zwrócono cennego zegarka Longines należącego do Aleksandra Szczygły (zachowały się natomiast m.in. paszport i klucze).
W październiku 2011 roku do Wojskowej Prokuratury Okręgowej w Warszawie wpłynęły dwa zawiadomienia o możliwości popełnienia przestępstwa przez nieustalonych sprawców, którzy mogli okraść zwłoki ofiar katastrofy smoleńskiej. Zawiadomienia dotyczą złotej obrączki Tomasza Merty oraz sygnetu Wojciecha Seweryna – w obu przypadkach przedmioty te widoczne są na wykonanych w Rosji zdjęciach ofiar, natomiast nie zostały one później przekazane rodzinom.
11 września 2013 Garnizonowy Sąd Wojskowy w Smoleńsku wydał nieprawomocne wyroki skazujące na czterech żołnierzy rosyjskich, którzy dokonali kradzieży przedmiotów należących do Andrzeja Przewoźnika na miejscu katastrofy (główny oskarżony został skazany na dwa lata pozbawienia wolności w kolonii karnej, a trzej pozostali na kary pozbawienia wolności w zawieszeniu od roku i ośmiu miesięcy do 2 lat).

## Hipotezy o zamachu
13 kwietnia 2010 brytyjski dziennik „The Times” wyraził opinię, że śledztwo w sprawie katastrofy powinno być prowadzone jawnie, gdyż jego utajnienie doprowadzi do powstania teorii spiskowych, podobnie jak w przypadku katastrofy w Gibraltarze. Hipotezy dotyczące zamachu powstały bezpośrednio po katastrofie; ich zwolennicy oskarżali o jej spowodowanie rosyjskie służby specjalne; sugerowali, że rosyjscy „twardogłowi” dokonali sabotażu samolotu, by osłabić pozycję Władimira Putina. W 2011 roku w Polsce ukazało się kilka książek poświęconych hipotezie zamachu (Leszek Szymowski: Zamach w Smoleńsku. Niepublikowane dowody zbrodni; Zbrodnia smoleńska. Anatomia zamachu; Aleksander Ścios: Zbrodnia smoleńska. Anatomia dezinformacji; Jacek Trznadel: Wokół zamachu smoleńskiego).
Hipoteza zamachu była jednym z wątków śledczych badanych przez polską prokuraturę wojskową. We wrześniu 2011 roku opublikowano sprawozdanie Wojskowego Instytutu Chemii i Radiometrii w Warszawie, który na zlecenie Wojskowej Prokuratury Okręgowej w Warszawie (śledztwo o sygnaturze akt Po.Śl. 54/10) zbadał 8 przedmiotów należących do ofiar katastrofy i 18 czerwca 2010 wydał orzeczenie, że w próbkach tych nie stwierdzono radioaktywności, bojowych środków trujących ani materiałów wybuchowych („dinitrotoluenu, nitroglikolu, nitrogliceryny, trinitrotoluenu, heksogenu, oktogonu oraz pentrytu”). Mimo to polscy śledczy nie zrezygnowali z badania wersji o działaniu osób trzecich: analizowali między innymi możliwość tzw. meaconingu (wywołania zakłóceń w pracy samolotu przy użyciu nowoczesnych urządzeń technicznych). 1 kwietnia 2011 poinformowano, że polscy śledczy zakończyli badanie hipotezy zamachu, nie znajdując na niego dowodów. 19 kwietnia 2011 rzecznik Naczelnej Prokuratury Wojskowej doprecyzował te informacje, podając, że 1 kwietnia 2011 „nie stwierdzono, że prokuratura wyklucza wątek zamachu, tylko że dotychczasowe efekty śledztwa wykluczają wątek zamachu”.

## Ofiary katastrofy

### Lista ofiar

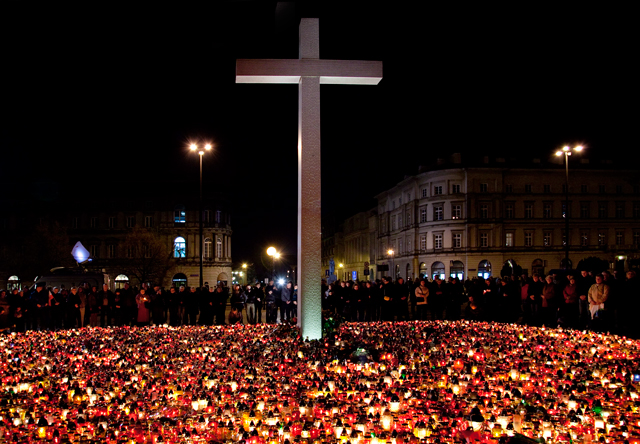
Kwiaty i znicze złożone przez mieszkańców Warszawy ofiarom katastrofy prezydenckiego samolotu w dniu 10 IV 2010

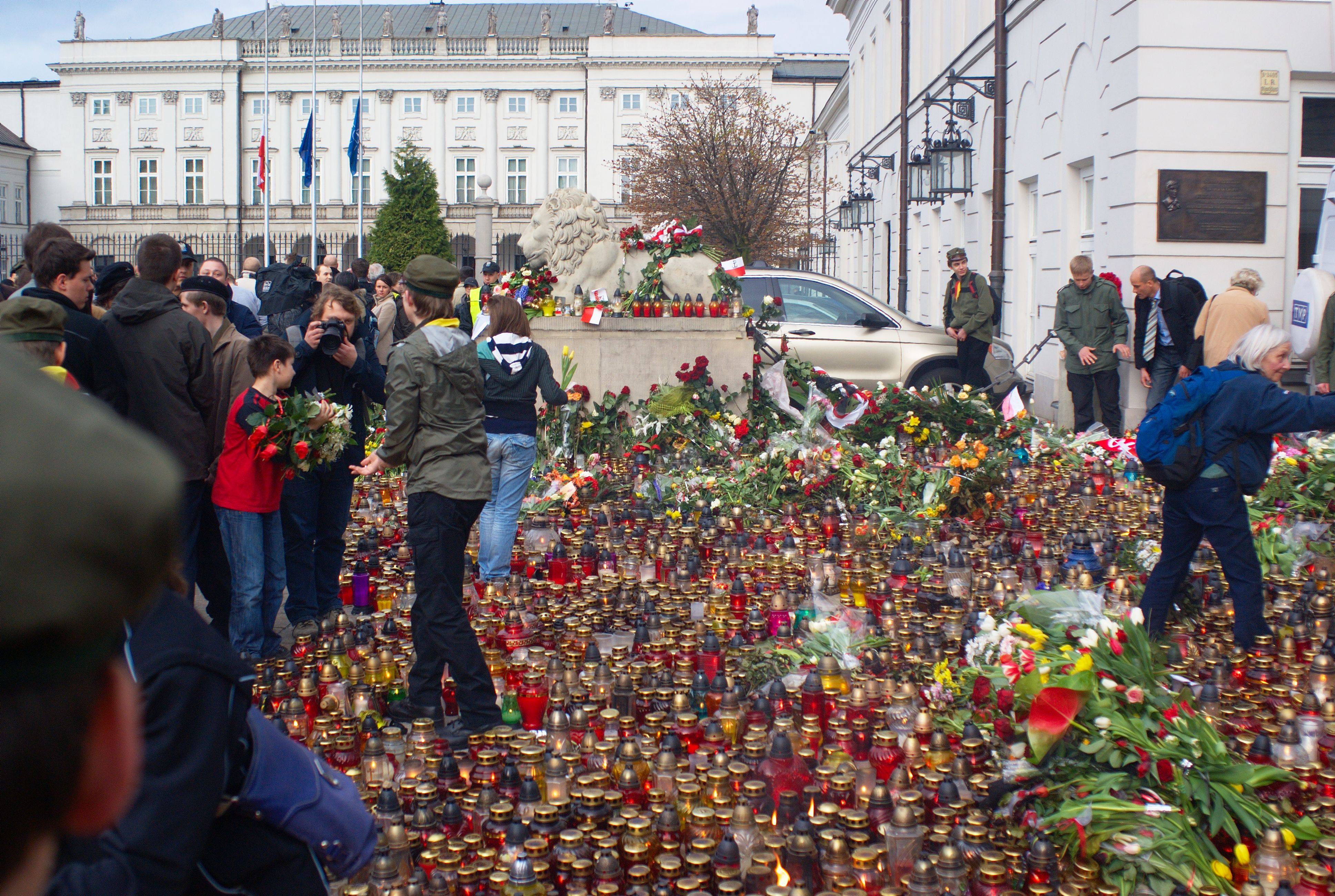
Kwiaty i znicze przed Pałacem Prezydenckim w Warszawie (10 kwietnia 2010)

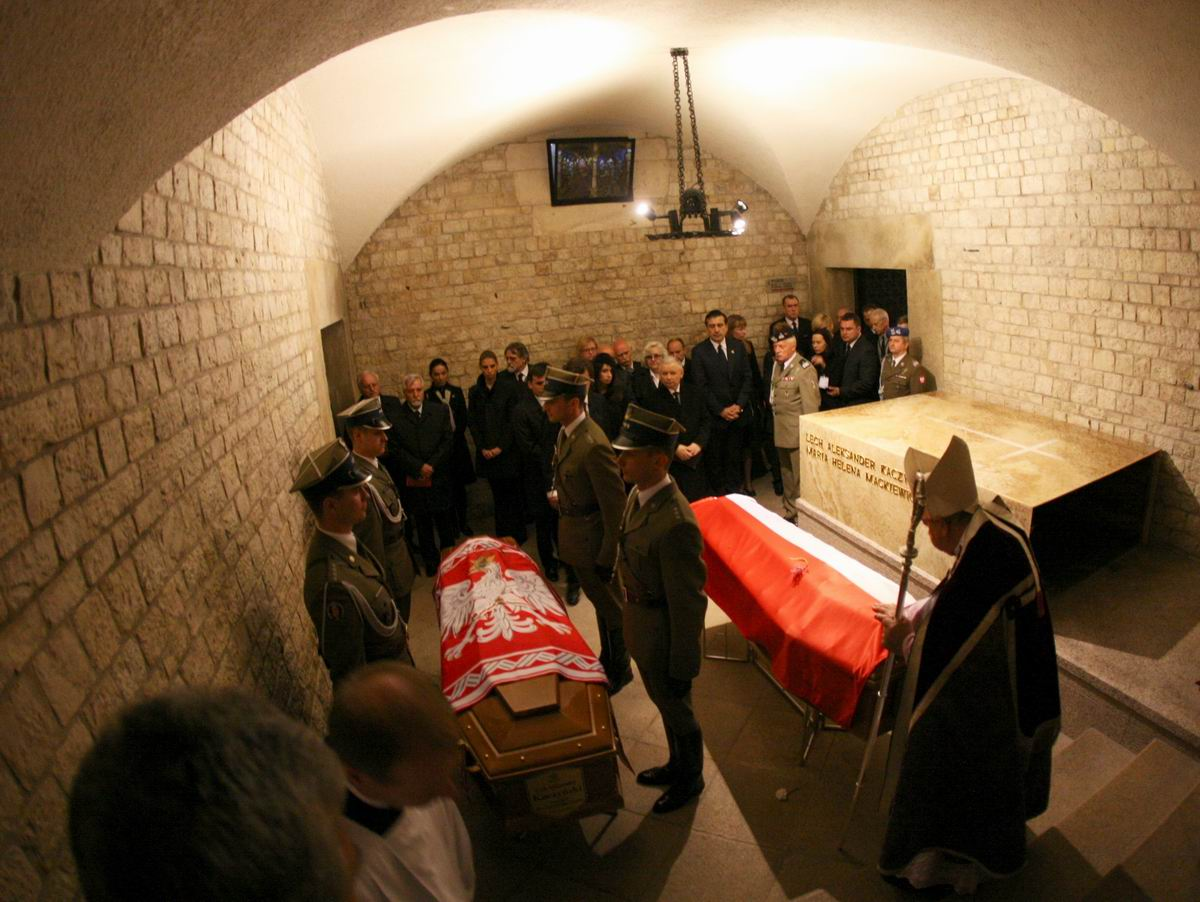
Pogrzeb Lecha i Marii Kaczyńskich na Wawelu (18 kwietnia 2010)

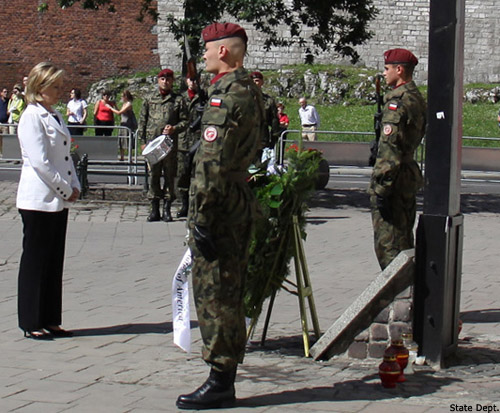
Sekretarz stanu Stanów Zjednoczonych Hillary Clinton składająca kwiaty pod Krzyżem Katyńskim w Krakowie, by w imieniu narodu amerykańskiego oddać hołd ofiarom katastrofy (3 lipca 2010)

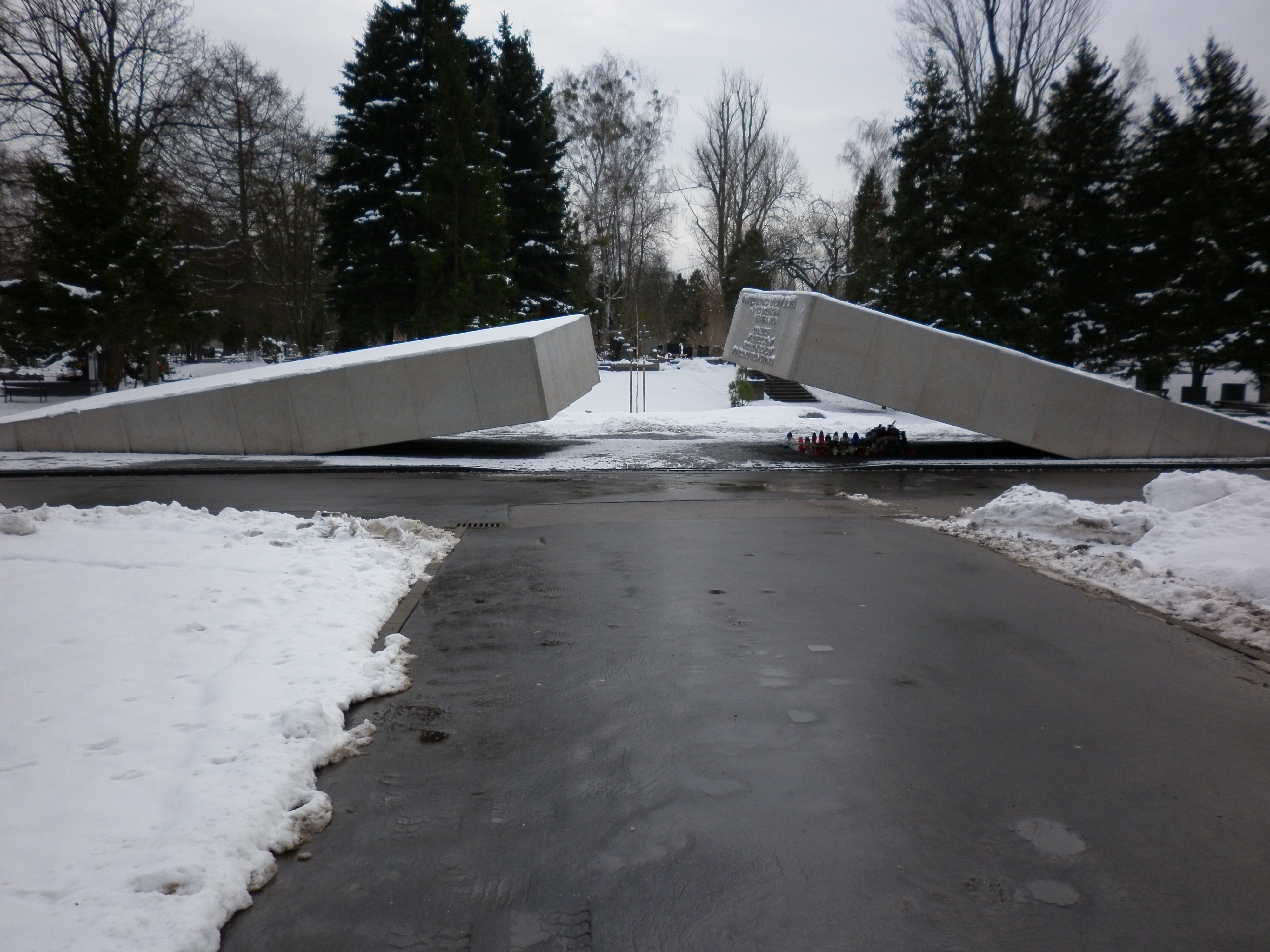
Pomnik ofiar katastrofy smoleńskiej na Cmentarzu Wojskowym na Powązkach w Warszawie (odsłonięty 10 listopada 2010)

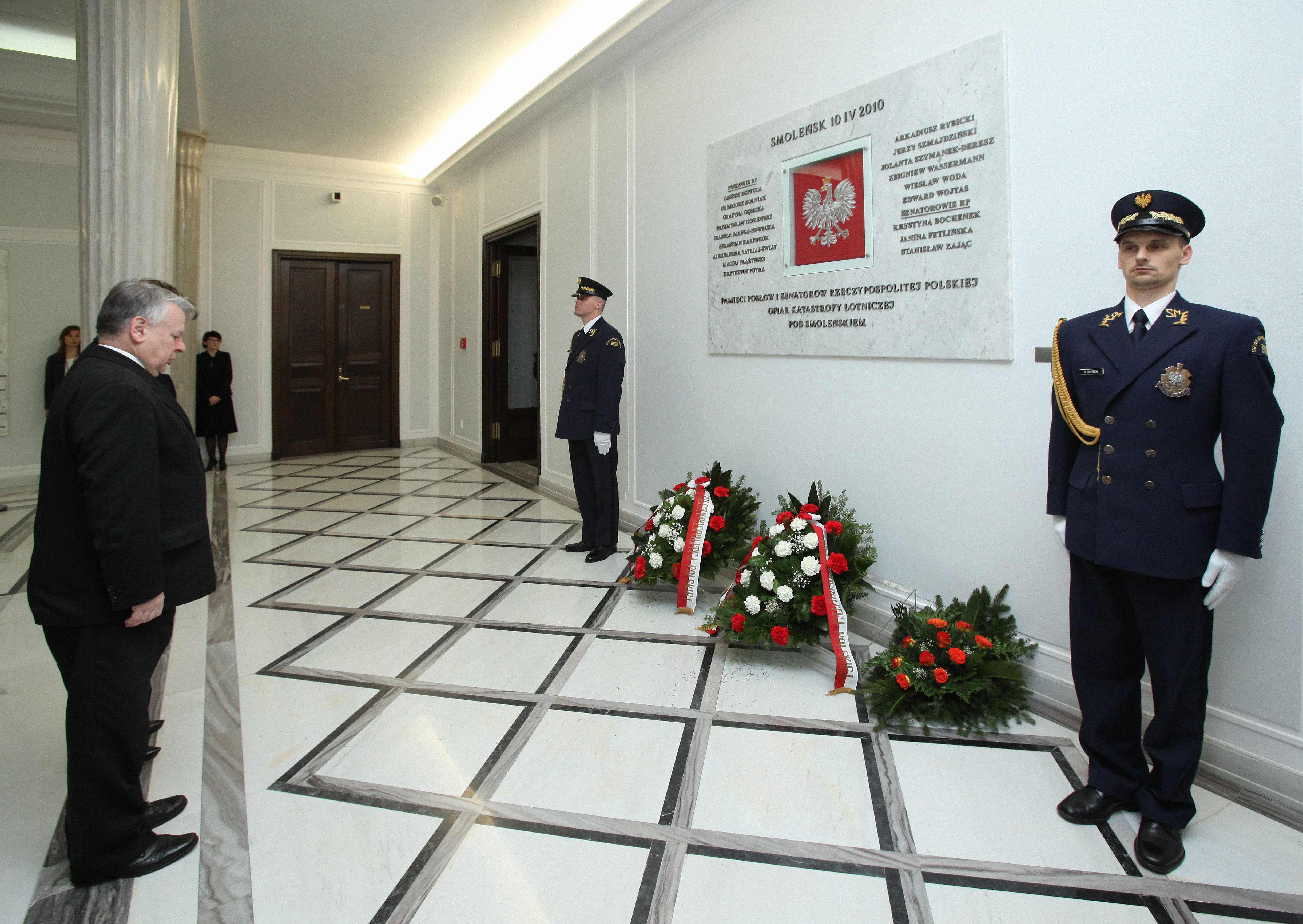
Tablica upamiętniająca 17 posłów i senatorów, którzy zginęli w katastrofie, w gmachu Sejmu

Wśród ofiar katastrofy znajdował się prezydent Rzeczypospolitej Polskiej Lech Kaczyński, jego małżonka Maria Kaczyńska, ostatni prezydent RP na uchodźstwie Ryszard Kaczorowski, szefowie polskich instytucji państwowych, przedstawiciele Sejmu, Senatu, Kancelarii Prezydenta, duchowieństwa, organizacji społecznych i Sił Zbrojnych RP, a także członkowie załogi samolotu, funkcjonariusze Biura Ochrony Rządu i osoby towarzyszące.

### Identyfikacja ofiar
Identyfikacja ofiar katastrofy miała miejsce w kwietniu 2010 roku; w tym czasie ich zwłoki zostały przetransportowane do Polski. Pierwsza znalazła się w Polsce trumna z ciałem prezydenta Lecha Kaczyńskiego, przewieziona wojskowym samolotem ze Smoleńska do Warszawy w dniu 11 kwietnia.
Do 21 listopada 2012 w wyniku ekshumacji prowadzonych przez prokuraturę wojskową ustalono, że ciała sześciu ofiar katastrofy, w tym Ryszarda Kaczorowskiego i Anny Walentynowicz, pochowano w niewłaściwych grobach pod innymi nazwiskami, co potwierdziły wyniki badań genetycznych.

## Następstwa katastrofy

### Urzędy państwowe i instytucje
Po katastrofie rządowego samolotu wiele instytucji i urzędów państwowych pozostało bez obsady. Zgodnie z art. 131 pkt 2 Konstytucji Rzeczypospolitej Polskiej powstał wakat na stanowisku prezydenta Rzeczypospolitej. Od 10 kwietnia 2010 do 6 sierpnia 2010 obowiązki prezydenta, do czasu wyboru i zaprzysiężenia nowej głowy państwa, tymczasowo wykonywali kolejno marszałek Sejmu Bronisław Komorowski, marszałek Senatu Bogdan Borusewicz i marszałek Sejmu Grzegorz Schetyna. Zgodnie z Konstytucją w czerwcu i lipcu 2010 roku odbyły się wybory prezydenckie. Nowym prezydentem RP został Bronisław Komorowski.

### Bezpieczeństwo państwa
Bezpośrednio po katastrofie we wszystkich dowództwach i najważniejszych sztabach Sił Zbrojnych RP zostały powołane zespoły kryzysowe; przedstawiciel Ministerstwa Obrony Narodowej oświadczył, że nie doszło do zagrożenia dla funkcjonowania armii i dla bezpieczeństwa państwa.
13 maja 2010 w amerykańskim dzienniku „The Washington Times” ukazał się artykuł powołujący się na anonimowe źródła w strukturach NATO, twierdzące, że w wyniku katastrofy rosyjskie służby specjalne uzyskały dostęp do wielu danych objętych klauzulą tajności i że istnieje podejrzenie, iż są wśród nich ściśle tajne kody stosowane przez armie NATO do bezpiecznej komunikacji satelitarnej. Tego samego dnia polska Służba Kontrwywiadu Wojskowego wydała komunikat, iż żaden z wyższych dowódców wojskowych, którzy zginęli w katastrofie samolotu TU-154M, nie posiadał przy sobie urządzeń umożliwiających gromadzenie bądź przetwarzanie informacji niejawnych; na pokładzie samolotu nie znajdowały się żadne wojskowe materiały kryptograficzne.
4 kwietnia 2011 Zespół Ekspertów Niezależnych (ZEN) w składzie dr hab. Krzysztof Rybiński, Marcin Gomoła, dr Przemysław Guła, gen. Waldemar Skrzypczak i gen. Sławomir Petelicki opublikował raport zatytułowany „Dlaczego musiało dojść do katastrofy smoleńskiej”, w którym przedstawiono fakty i wskazania mające na celu odbudowę systemu bezpieczeństwa Polski, a także zażądano ukarania winnych zaniedbań, które spowodowały katastrofę.

## Reakcje na katastrofę

### Reakcje w Polsce
Po ukazaniu się pierwszych wiadomości o katastrofie przed Pałacem Prezydenckim w Warszawie zgromadziły się tłumy ludzi. Składano kwiaty i wieńce, palono znicze, opuszczono do połowy flagę przed pałacem prezydenckim, odmawiano modlitwy; o godz. 18:00 w wielu miastach rozpoczęły się msze w intencji ofiar katastrofy. W dniach 10–18 kwietnia w Polsce obowiązywała żałoba narodowa; w jej czasie w przeszło 60 polskich miastach odbyły się marsze pamięci w hołdzie ofiarom katastrofy, niekiedy wiążące się z obchodami 70. rocznicy zbrodni katyńskiej. W pogrzebie Lecha Kaczyńskiego i jego małżonki Marii, który odbył się 18 kwietnia w Krakowie, uczestniczyło przeszło 150 tys. osób; uroczystość oglądało w telewizji ponad 13 milionów widzów. W wyniku katastrofy powstały nowe organizacje i inicjatywy społeczne.
Pełniący obowiązki prezydenta RP, Bronisław Komorowski, postanowieniem z 16 kwietnia 2010 za wybitne zasługi w służbie państwu i społeczeństwu uhonorował pośmiertnie odznaczeniami państwowymi Orderu Odrodzenia Polski 91 ofiar katastrofy, zaś postanowieniem z 6 maja 2010 za wybitne zasługi i zaangażowanie w działania podjęte przez stronę rosyjską po katastrofie polskiego samolotu specjalnego pod Smoleńskiem odznaczył 20 obywateli Federacji Rosyjskiej Krzyżem Oficerskim Orderu Zasługi Rzeczypospolitej Polskiej.

### Reakcje na świecie

#### Żałoby narodowe i kondolencje

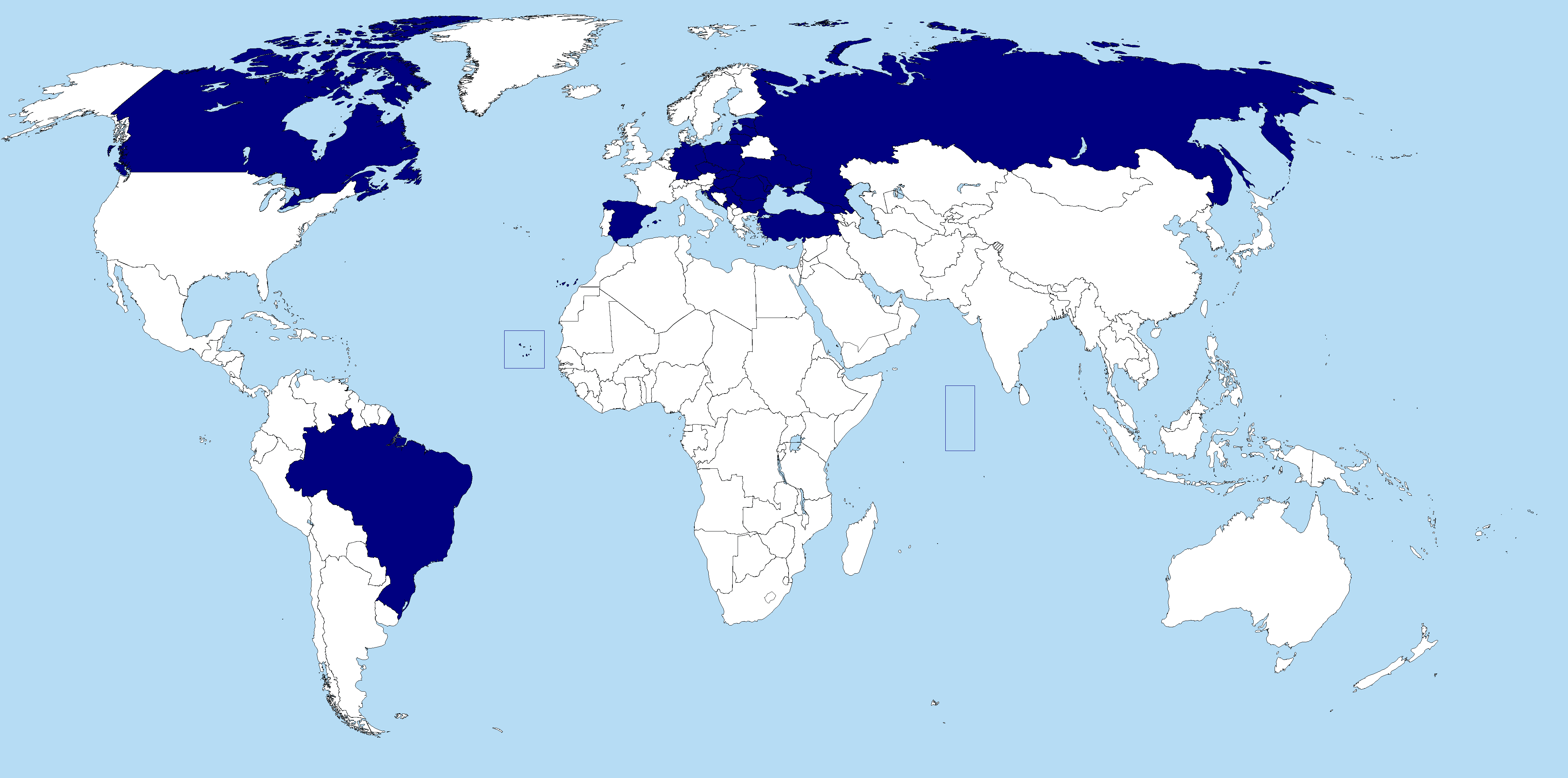
Kraje, które ogłosiły żałobę narodową po katastrofie

Po katastrofie 23 państwa ogłosiły żałobę narodową, a wyrazy ubolewania oraz kondolencje zostały przesłane przez wiele państw świata i organizacji międzynarodowych. Ofiary uczczono także minutą ciszy podczas rozgrywek sportowych.

#### Reakcje w Rosji
Reakcje przywódców i społeczeństwa rosyjskiego na katastrofę wywołały dyskusje na temat przyszłości stosunków polsko-rosyjskich.

#### Reakcje w Katyniu
Na Polskim Cmentarzu Wojennym w Katyniu oczekiwano na przybycie polskiej delegacji z prezydentem RP Lechem Kaczyńskim na czele. Po otrzymaniu wiadomości o katastrofie rozpoczęła się msza św. w intencji żołnierzy, ofiar zbrodni katyńskiej, a także ofiar katastrofy, którą – w zastępstwie za biskupa polowego WP Tadeusza Płoskiego, który zginął w katastrofie – odprawił ks. inf. Julian Żołnierkiewicz, a kazanie wygłosił o. Ptolemeusz Kuczmik OFM; kapelanów wojskowych reprezentował ks. mjr Józef Grecki.

### Pomniki, tablice pamiątkowe i miejsca pamięci

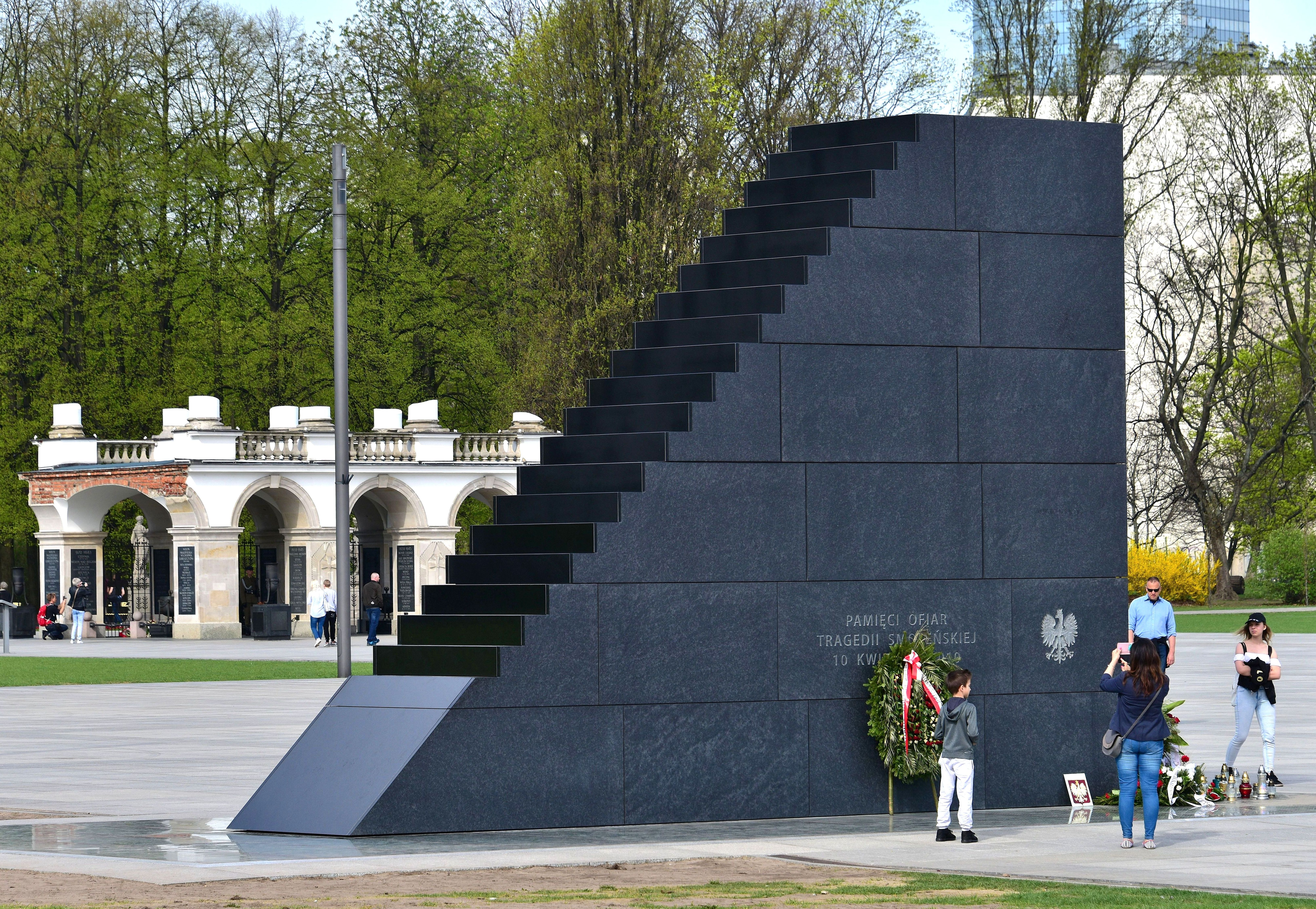
Pomnik Ofiar Tragedii Smoleńskiej 2010 roku w Warszawie

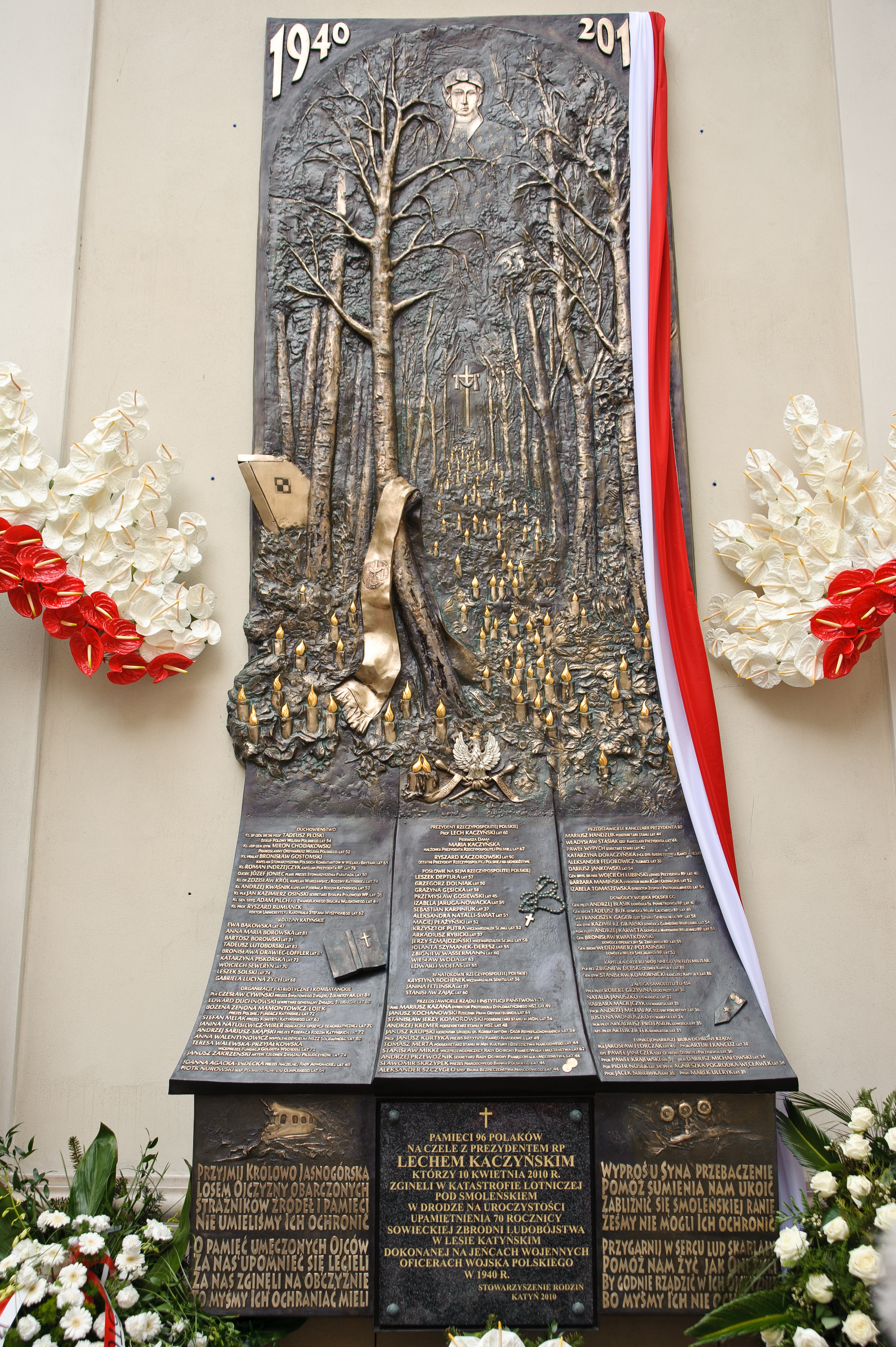
Epitafium Smoleńskie na Jasnej Górze w Częstochowie

Na terenie Polski i poza jej granicami powstały pomniki i tablice pamiątkowe upamiętniające ofiary katastrofy; w wielu miastach i miejscowościach posadzono dęby pamięci poświęcone ofiarom.

### Katastrofa w Smoleńsku w kulturze popularnej

#### Filmografia

##### Filmy dokumentalne
Oprócz amatorskiego filmu Samolot płonie z 10 kwietnia 2010 powstało wiele filmów dokumentalnych poświęconych katastrofie:
- Solidarni 2010 (2010) – prod. Film Open Group, reż. Ewa Stankiewicz, Jan Pospieszalski[240]
- Katynskij sindrom (Катынский синдром, Syndrom Katyński) (2010) – prod. Pierwyj kanał (Rosja)[241]
- Brief uit Polen (List z Polski) (2010) – prod. VPRO (Holandia), reż. Mariusz Pilis[242][243]
- Katastrofa (2010) – prod. i reż. Artur Żmijewski dla Biennale w São Paulo[244][245]
- Modlitwa Smoleńska (2011) – prod. TVP Kraków[246]
- Mgła (2011) – prod. Gazeta Polska, reż. Maria Dłużewska, Joanna Lichocka[247]
- Krzyż: Solidarni 2010 część druga (2011) – prod. Film Open Group, reż Ewa Stankiewicz, Jan Pospieszalski[248]
- W milczeniu (2011) prod. TVN, współp. BBC World News, reż. Ewa Ewart[249]
- 10.04.10 (2011) – film śledczy, prod. Gazeta Polska, reż. Anita Gargas[250][251]
- Lista pasażerów (2011) – prod. Studio Gołąb dla TVP1 i Rzeczpospolitej, reż. Ewa Stankiewicz, Jan Pospieszalski[252]
- Smoleński lot (2011) – prod. TVP, reż. Monika Sieradzka[253][254]
- Zobaczyłem zjednoczony naród (2011) – prod. Film Open Group, reż. Anna Ferens[255]
- Pogarda (2011) – prod. Gazeta Polska, reż. Maria Dłużewska, Joanna Lichocka[256][257]
- Przebudzenie (2011) – prod. Gazeta Polska, reż. Joanna Lichocka[258][259]
- Anatomia upadku (2013) – film śledczy, prod. Gazeta Polska, reż. Anita Gargas[260]
- Polacy (2013) – prod. Film Open Group, reż. Maria Dłużewska[261]
- Katastrofa w przestworzach, odc. 95 – „Śmierć prezydenta” (2013) – prod. Cineflix (Francja/Kanada) dla National Geographic Channel, reż. Su Rynard
- Anatomia upadku 2 (2014) – film śledczy, prod. Gazeta Polska, reż. Anita Gargas[262]
- Zamach smoleński (2015) – mini-serial, prod. Film Open Group, reż. Grzegorz Braun (nie ukończony)[263]
- Stan zagrożenia (2020) – prod. TVP, reż. Ewa Stankiewicz-Jørgensen[264][265][266]

##### Filmy fabularne
- Prosto z nieba (2011) – prod. Muflon Pictures, reż. Piotr Matwiejczyk[267][268]
- Smoleńsk (2016) – prod. Fundacja Smoleńsk 2010, reż. Antoni Krauze[269]

#### Spektakle
Powstały spektakle poświęcone katastrofie w Smoleńsku:
- Słodko-kwaśny – spektakl Katarzyny Krakowiak (2011)[270]
- 10.04 – spektakl wrocławskiego teatru Ad Spectatores i Теаtru.doc (Moskwa) (2011)[271]
- I będą święta – monodram w Teatrze Konsekwentnym w Warszawie (2012)[272]

#### Muzyka
W dniu katastrofy Dominik Grabowski, znany jako Doniu z Ascetoholix, nagrał i umieścił w portalu YouTube utwór Czarna sobota. Kilka miesięcy później utwór pt. Dokąd idziesz Polsko nagrał Tede.
W 2010 roku gruzińska kompozytorka Tamar Salukwadze skomponowała symfonię zatytułowaną Katin 2010 („Katyń 2010”) poświęconą pamięci Lecha Kaczyńskiego, Marii Kaczyńskiej i pozostałych ofiar katastrofy w Smoleńsku. Utwór ten został nagrany przez orkiestrę Państwowego Teatru Opery i Baletu w Tbilisi pod dyrekcją Dawita Mukerii i był nadawany przez Radio Muza w Tbilisi.

### Wywiady i zbiory wywiadów
- Kraśko, Piotr; Smoleńsk. 10 kwietnia 2010 (2010), Wydawnictwo G+J[279]
- Żałoba (2010), Wydawnictwo Krytyki Politycznej[280]
- Dmochowski, Artur; Pilis, Mariusz; List z Polski (2011), Zysk i Spółka[281]
- Andrzejczak, Jerzy; 96 końców świata. Gdy runął ich świat pod Smoleńskiem (2011), Wydawnictwo Skrzat[282]
- Racewicz, Joanna, 12 rozmów o miłości. Rok po katastrofie (2011), Wydawnictwo Zwierciadło[283]
- Walusiak, Dariusz; Wdowy smoleńskie (2011), Dom Wydawniczy Rafael[284]
- Krzymowski, Michał; Klich, Edmund; Moja czarna skrzynka (2012), Wydawnictwo Czerwone i Czarne[285]
- Torańska, Teresa; Smoleńsk (2013), Wielka Litera[286]
- Rymanowski, Bogdan; Wassermann, Małgorzata; Zamach na prawdę (2015), Wydawnictwo M
- Lasek, Maciej; Rzeczkowski, Grzegorz; Kłamstwo smoleńskie? Cała prawda nie tylko o katastrofie (2022), Znak Horyzont[287]

### Reportaże i śledztwa
- Osiecki, Jan; Latkowski, Robert; Białoszewski, Tomasz; Ostatni lot. Przyczyny katastrofy smoleńskiej. Śledztwo dziennikarskie (2010), Prószyński i Spółka[288]
- Nisztor, Piotr, Galimski, Krzysztof; Kto naprawdę ich zabił? (2011), Wydawnictwo Penelopa
- Pietraszewicz, Henryk; Katastrofa smoleńska. Dzień po dniu, godzina po godzinie (2011), Sfinks
- Święchowicz, Tadeusz, Smoleński upadek (2011), Wydawnictwo Fronda
- Dłużewska, Maria; Lichocka, Joanna; Mgła (2011), Zysk i Spółka
- Krzymowski, Michał; Dzierżanowski, Marcin; Smoleńsk. Zapis śmierci (2011), The Facto[289]
- Stanisławczyk, Barbara; Ostatni krzyk. Od Katynia do Smoleńska... (2011), Wydawnictwo Rebis
- Szymowski, Leszek; Zamach w Smoleńsku. Niepublikowane dowody zbrodni (2011), United Express
- Misiak, Leszek; Wierzchołowski, Grzegorz; Musieli zginąć (2012), Niezależne Wydawnictwo Polskie
- Roth, Jürgen; Tajne akta S. (2015), Zysk i Spółka[290]
- Białoszewski, Tomasz; Osiecki, Jan; Prószyński, Mieczysław, Anatomia katastrofy smoleńskiej. Ostatni lot PLF 101 (2015), Prószyński i Spółka[291]
- Roth, Jürgen; Smoleńsk 2010. Spisek, który zmienił świat (2015; tłum. Ewa Stefańska, oryg. Smoleńsk 2010 – Verschwörung, die die Welt veränderte), Zysk i Spółka[292]
- Schwertner, Janusz; Olczykowski, Daniel; Piegza, Szymon; Smoleńsk. 96 wspomnień (2019), Ringier Axel Springer Polska[293]
- Rzeczkowski, Grzegorz; Katastrofa posmoleńska. Kto rozbił Polskę (2020), Wydawnictwo Tarcza[294]

### Powieści
- Ziemkiewicz, Rafał; Zgred (2011), Zysk i Spółka
- Ochnik, Martyna; Oszołomy (2012), Zysk i Spółka
- Wildstein, Bronisław; Ukryty (2012), Zysk i Spółka
- Miklaszewska, Maryna; Spotkałam kiedyś prawdziwego hipstera (2012), Wydawnictwo Trio
- Ziemczyński, Andrzej; Pogrzebani (2012), Wydawnictwo Czerwone i Czarne
- Szczerba, Grzegorz; Teoria zemsty (2013), Wydawnictwo Nowae Res
- Wolski, Marcin; 7.27 do Smoleńska (2014), Zysk i Spółka
- Just, Yaroslav, Katastrofa smoleńska. Zamach? (2014), Wydawnictwo Astrum
- Urbanowska, Agnieszka, Paląc trawę na rykowisku (2014), Wydawnictwo Nowy Świat
- Kamiński, Jarosław, Wiwarium (2015), Wydawnictwo W.A.B.

### Numizmatyka i filatelistyka

#### Monety kolekcjonerskie

##### Polska
W 2011 roku Narodowy Bank Polski upamiętnił katastrofę wybijając cztery monety kolekcjonerskie:
- 2 złote, Nordic gold
- 10 złotych, srebro
- 20 złotych, srebro
- 100 złotych, złoto

W 2020 NBP upamiętniając 10. rocznicę katastrofy wybił dwie monety kolekcjonerskie:
- 10 złotych, srebro
- 100 złotych, złoto

##### Palau
- 2010: 2 dolary, srebro[potrzebny przypis]
- 2010: 5 dolarów, srebro[potrzebny przypis]

#### Znaczki pocztowe

##### Polska
- 2017: Pamiętamy, 10.04.2010, 1 znaczek i bloczek[297]
- 2020: Pamiętamy 2010-2020, 1 znaczek (wspólna emisja z Gruzją)[298]

##### Gambia
- 2010: Ku pamięci Lecha Kaczyńskiego, 1 znaczek i bloczek[potrzebny przypis]

##### Gruzja
- 2020: Pamiętamy 2010-2020, 1 znaczek (wspólna emisja z Polską)[299]

##### Gwinea Bissau
- 2010: Hołd dla Lecha Aleksandra Kaczyńskiego, 5 znaczków i bloczek[potrzebny przypis]

##### Liberia
- 2010: Ku pamięci Lecha Kaczyńskiego, 1 znaczek i bloczek[potrzebny przypis]

##### Mozambik
- 2010: Hołd dla Lecha Aleksandra Kaczyńskiego, 5 znaczków i 2 bloczki[potrzebny przypis]

##### Saint Vincent i Grenadyny
- 2010: Ku pamięci Lecha Kaczyńskiego, 1 znaczek i bloczek[300]

##### Togo
- 2010: Hołd dla Lecha Aleksandra Kaczyńskiego, 5 znaczków i 2 bloczki[potrzebny przypis]

##### Wyspy Św. Tomasza i Książęce
- 2010: Hołd dla Lecha Aleksandra Kaczyńskiego, 7 znaczków i 2 bloczki[potrzebny przypis]